# Pueblos indígenas de Argentina
Los indígenas, aborígenes u originarios de Argentina son el conjunto de comunidades, familias e individuos que se autorreconocen o reconocieron de ascendencia total o predominantemente de los nativos americanos que habitaban en los límites del actual territorio argentino al momento del primer contacto de los europeos con el territorio en el siglo XVI. Por extensión, esos nombres pueden referir también a los de igual condición que migraron hacia el actual territorio argentino desde países limítrofes y a sus descendientes, una vez integrados al conjunto indígena nacional, principalmente estos son originarios de Bolivia, Paraguay, Perú o Chile y de étnia quechua, aimara o mapuche.
Actualmente el gobierno de Argentina realiza una encuesta en los censos étnicos para poder contar el número de "indígenas" que hay en el país. Las cifras del Censo de 2022 indicaron que 1.306.730 personas en Argentina se reconocían de origen mayormente indígena, lo que representa el 2,83% de la población total.

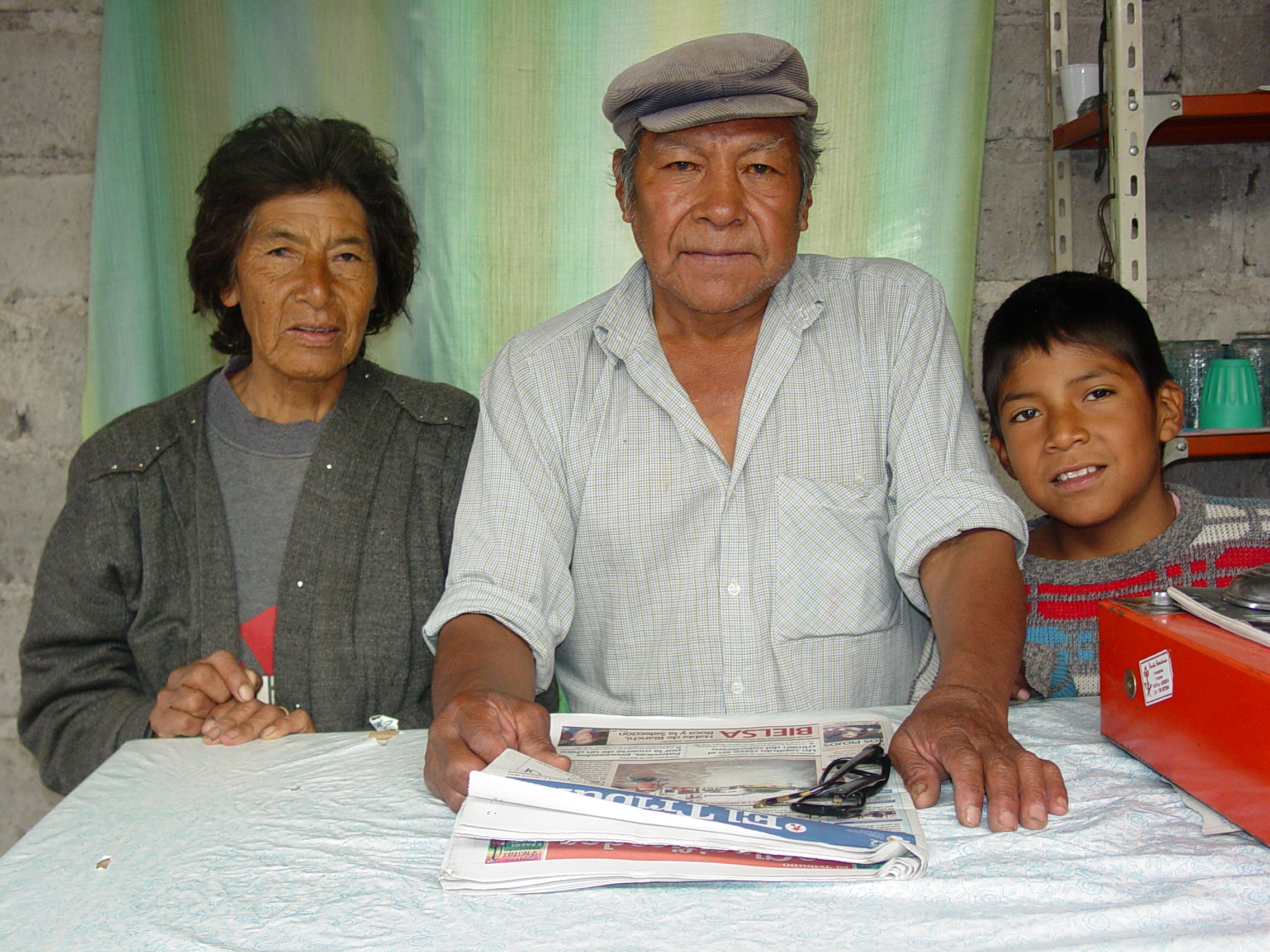
Familia argentina indígena de la localidad de Cachi, Salta.

Según la lista en línea actualizada a 23 de febrero de 2024 que el Instituto Nacional de Asuntos Indígenas publica en su sitio web, ese organismo público reconoce la existencia de 1878 comunidades indígenas en Argentina, pertenecientes a los 39 pueblos indígenas que a su vez reconoce. Esos números, sin embargo, no cuentan a otras comunidades indígenas que por distintos motivos no están aun registradas o en contacto con los organismos nacionales o provinciales, por lo que a cada actualización trimestral de los datos los números han ido en aumento, e incluso se han producido en los últimos años nuevos autorreconocimientos y organización de pueblos indígenas.

## Definición
La definición de a qué refiere la palabra indígena es motivo de discusión y existen definiciones como la realizada por el relator especial de Naciones Unidas, José Martínez Cobo, en su Estudio del problema de la discriminación contra las poblaciones indígenas:

Las comunidades, pueblos y naciones indígenas son aquellos que, teniendo una continuidad histórica con las sociedades previas a la invasión y colonización que se desarrollaron en sus territorios, se consideran a sí mismos distintos de otros sectores de las sociedades que prevalecen actualmente en esos territorios, o en partes de los mismos. En la actualidad constituyen sectores no dominantes de la sociedad y están determinados a preservar, desarrollar y traspasar a futuras generaciones sus territorios ancestrales y su identidad étnica, como base de su continua existencia como pueblos, de acuerdo con sus propias pautas culturales, instituciones sociales y sistemas legales.

El Convenio 169 de la Organización Internacional del Trabajo (OIT) —ratificado por Argentina en 1992— en su artículo 1.1.b realizó la siguiente definición respecto de su aplicación:

...a los pueblos en países independientes, considerados indígenas por el hecho de descender de poblaciones que habitaban en el país o en una región geográfica a la que pertenece el país en la época de la conquista o la colonización o del establecimiento de las actuales fronteras estatales y que, cualquiera que sea su situación jurídica, conservan todas sus propias instituciones sociales, económicas, culturales y políticas o parte de ellas.

Estos pueblos, comunidades, familias o individuos son identificados en Argentina como indígenas, aborígenes u originarios, términos que progresivamente van desplazado al de "indios", que, aunque de uso coloquial generalizado, va adquiriendo un sentido peyorativo o discriminativo.
La ley nacional n.º 23302 sobre Política Indígena y apoyo a las Comunidades Aborígenes fue promulgada el 8 de noviembre de 1985 y creó para su aplicación el Instituto Nacional de Asuntos Indígenas (INAI) como entidad descentralizada con participación indígena en el ámbito del Poder Ejecutivo Nacional. Esta ley definió el concepto legal de comunidad indígena:

Se entenderá como comunidades indígenas a los conjuntos de familias que se reconozcan como tales por el hecho de descender de poblaciones que habitaban el territorio nacional en la época de la conquista o colonización e indígenas o indios a los miembros de dicha comunidad.

De esta forma, el autorreconocimiento es el criterio fundamental para la definición de indígena en Argentina, es decir, la conciencia que los mismos tienen de su identidad y su exteriorización de la misma ante la sociedad. Sobre esta base el Censo Nacional de Población, Hogares y Viviendas 2010 relevó la existencia de 955 032 personas que se autorreconocieron como indígenas, constituyendo alrededor del 2.38 % de la población total del país. Aunque la definición legal restringió el reconocimiento a los descendientes de quienes habitaban el actual territorio argentino al momento de su conquista o colonización, en la práctica se extiende de hecho también a los pueblos que migraron posteriormente al territorio desde países vecinos.

## Historia

### Introducción

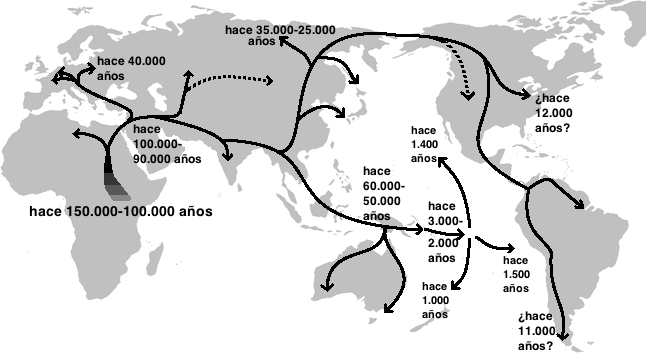
Mapa de las migraciones humanas fuera de África, versión de Naruya Saitou y Masatoshi Nei (2002 del Instituto Nacional de la Genética del Japón que coincide con la versión de Göran Burenhult (2000).

El poblamiento humano del actual territorio de Argentina tiene una antigüedad de al menos 12 890 ± 90 A.P. de acuerdo a los hallazgos de Piedra Museo, en la región patagónica. Con posterioridad se formaron tres ecorregiones indígenas con diferencias muy marcadas: en el cuadrante del noroeste andino se establecieron culturas agroalfareras emparentadas con la civilización andina y una parte de ellas llegó a formar parte del Imperio incaico; en el cuadrante nordeste se establecieron culturas agroalfareras relacionadas con la familia lingüística tupí-guaraní; en la pampeana centro y la Patagonia se establecieron culturas nómadas que no tenían una etnogénesis común, ya que pertenecían y pertenecen a familias lingüísticas diversas.

Áreas de agricultura aborigen en Argentina en el momento de la conquista española.

Durante la conquista europea las culturas indígenas que habitaban el actual territorio argentino experimentaron destinos diversos. Por un lado las mayoría de las culturas pampeanas, patagónicas y chaqueñas resistieron la conquista española y posterior aculturación y nunca estuvieron bajo su dominación directa aun. Distinta fue la situación que se dio en el cuadrante noroeste, centro, partes de la Pampa húmeda, y litoral ya que la colonización española estableció sus principales centros de población y producción sobre la base de trabajo encomendado de los indígenas, en tanto que algunas naciones indígenas protagonizaron guerras e insurrecciones contra los españoles. El cuadrante noreste se caracterizó por el establecimiento de las misiones jesuíticas guaraníes que conformaron un tipo completamente original de sociedades indígenas-cristianas autónomas de la Monarquía Hispánica que se enfrentaron incluso a las tropas conjuntas de España y de Portugal en la llamada guerra guaranítica, y que fueron finalmente disueltas por la Corona Española en 1768.
Todas las naciones indígenas de Argentina sufrieron también el colapso demográfico que afectó a todos los pueblos indígenas americanos, y que fue en gran medida consecuencia de ciertas enfermedades portadas por los europeos. Se estima que a la llegada de los españoles, había entre 400 000 y 2 000 000 de aborígenes en Argentina, asentados y agrupados en los valles más fértiles del noroeste argentino y, en menor grado, en los valles de los grandes ríos del litoral argentino. El resto del extenso territorio tuvo una densidad demográfica inferior a menos de un habitante por kilómetro cuadrado.
Las fuentes más alcistas llegan a 1,5 millones y las más bajas a 0,3 millones de personas.
Una vez que las Provincias Unidas del Río de la Plata se constituyeron como estado formalmente independiente en 1816, y como República Argentina en 1826, se inició un proceso de conquista de los territorios ocupados por los pueblos indígenas que no habían sido dominados por el Imperio español, especialmente en la región pampeana, la Patagonia y el Gran Chaco. Estas "guerras contra el indio" tuvieron su punto más alto en la llamada Conquista del Desierto de 1880 en la que fueron derrotados los pueblos pehuenche, querandí, puelche, ranquel, tehuelche, selknam y teushen, y le permitieron al Estado argentino controlar efectivamente amplios territorios.
Los datos definitivos de la Encuesta Complementaria de Pueblos Indígenas (ECPI) realizada en 2004-2005 destacaron la entonces existencia de 30 pueblos indígenas en Argentina, integrados por 955 032 individuos (940 363 que se autorreconocieron pertenecientes a algún pueblo aborigen más el resto que no pertenecen pero son descendientes en primera generación de un pueblo aborigen) equivalente a aproximadamente el 2.38% de la población total. El número exacto de pueblos depende de si se consideran como tales o no, a parcialidades integrantes de algunas culturas con características propias y a los grupos mestizados resultantes del renacimiento de su identidad cultural autóctona. Ello sin perjuicio que se ha estimado que casi el 40% de la población argentina tiene al menos un antepasado indígena, aunque en la mayoría de los casos se ha perdido la memoria familiar de esa pertenencia. Todas las culturas indígenas han sido afectadas por un proceso deliberado de invisibilización, promovido desde el Estado, desde la segunda mitad del siglo XIX.

### Los indígenas en la región pampeana y la Patagonia

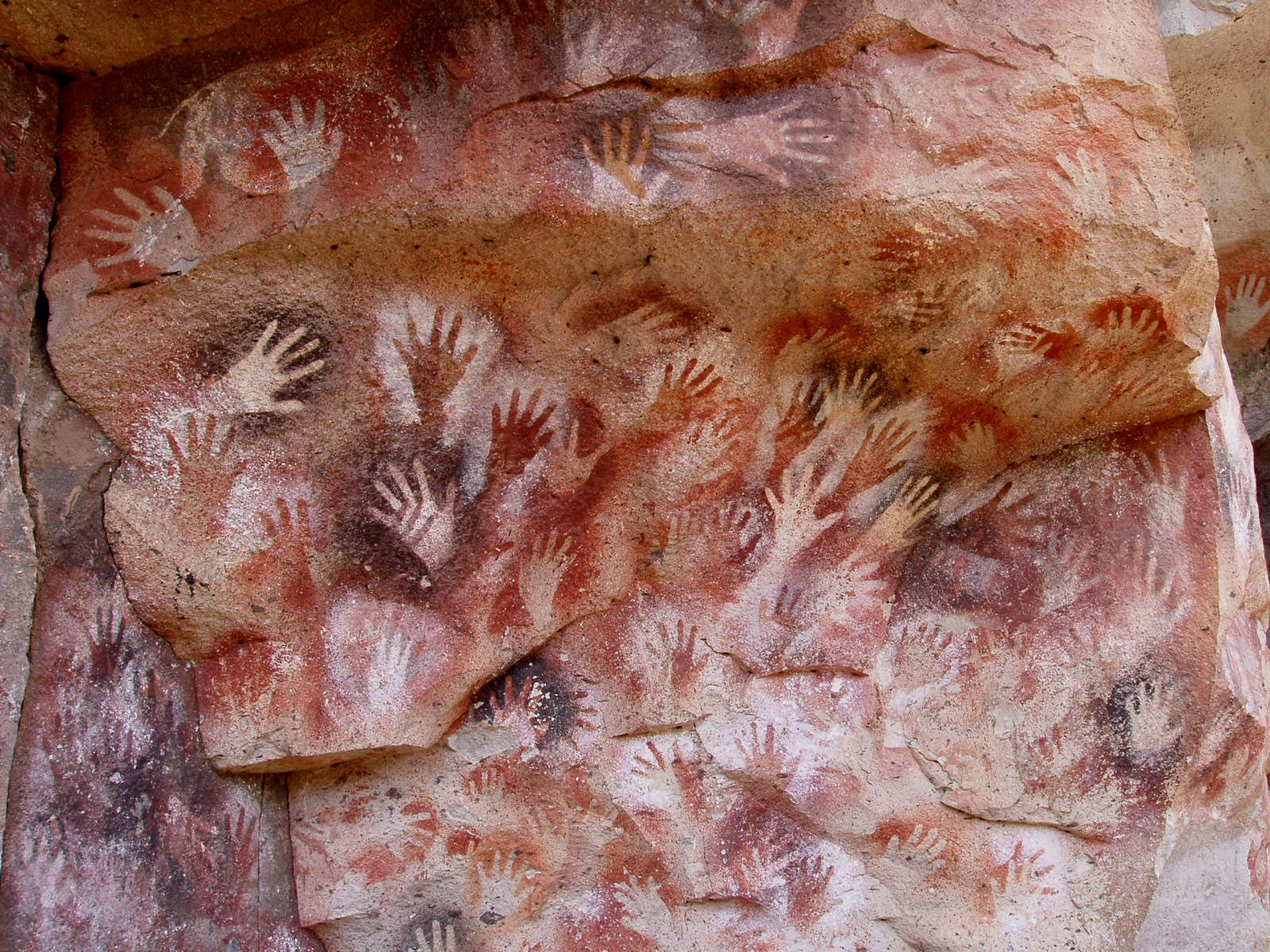
Cueva de las Manos, río Pinturas, Santa Cruz, Argentina, 7300 a. C. El arte más antiguo de Sudamérica

La Patagonia posee los registros más antiguos de la presencia humana en el territorio argentino, en la localidad de Piedra Museo en la provincia de Santa Cruz, 13 000 años a. C., aparentemente relacionada también con la posible presencia humana mucho más antigua aún detectada en el sur de Chile, en el área de Monte Verde, 33 000 años a. C. Estos descubrimientos no solo han puesto en crisis la teoría del poblamiento tardío y la llegada por Beringia, sino que sugieren una corriente pobladora de entrada al actual territorio argentino a través de la Patagonia y del extremo sur chileno.
Otro remoto asentamiento fue ubicado en Los Toldos, también en la provincia de Santa Cruz, con restos que datan de 10 500 años a. C. Hace 9000 años surgió la industria toldense, caracterizada por puntas de proyectil subtriangulares bifaciales y raspadores laterales y terminales, cuchillos bifaciales y herramientas de hueso.
Estos primeros habitantes del territorio argentino cazaban milodones e hippidiones (caballos sudamericanos que desaparecieron hace 10 000 años), además de guanacos, llamas y ñandúes. En la misma zona, la cueva de las Manos (un alero a orillas del cañón del río Pinturas en la provincia de Santa Cruz), se han hallado pinturas rupestres de 7300 años a. C.: impresiones de palmas de manos previamente teñidas con pintura fresca a partir de tintes naturales; «negativos» de manos obtenidos con pinturas en aerosol —se soplaba la pintura a través del canal medular de un hueso— sobre las paredes rocosas interponiendo las manos entre el medio (la pintura en aerosol) y el soporte (la pared natural de roca); e imágenes de guanacos muy elegantemente y estilizadamente figuradas. Se trata de una de las expresiones artísticas más antiguas de los pueblos sudamericanos y ha sido declarada Patrimonio Cultural de la Humanidad por la Unesco. Como en el arte magdaleniense europeo, es muy probable que estas representaciones estuvieran asociadas a un pensamiento mágico (especialmente a la llamada magia simpática) en la cual el rito de dibujar lo deseado se suponía atraía lo deseado (en estos casos el alimento a partir de la caza).
Para el año 9000 a. C. ya había comenzado el poblamiento de región pampeana. Más tarde, entre los 7000 y 4000 años A.P., aparece la industria casapedrense, caracterizada por una mayor proporción de instrumentos líticos confeccionados sobre láminas, probablemente como una muestra de la especialización en la caza del guanaco, lo cual también está presente en los desarrollos culturales posteriores de los patagones o tehuelches.
Las culturas pampeanas y patagónicas, debido a razones que Marvin Harris califica como emic, no pudieron sedentarizarse ni especializarse en la agricultura ni en la consecuente agroalfarería: la ecología de los territorios que habitaban y el índice demográfico de los pueblos pámpidos hacía que su economía más sustentable fuera la basada en un sistema «primitivo» y por estos motivos se organizaron sobre la que había sido durante milenios una exitosa base de sistemas de caza y recolección. Aproximadamente a partir de mediados del siglo XVII, merced a la captura y domesticación de los caballos importados por los españoles, devinieron los pámpidos (como los pámpidos «guaicurúes» de la región chaqueña) en complejos ecuestres que, literalmente, cazaban ganado cimarrón ya que la alta movilidad y dispersión que la ecología (o mejor dicho la mesología —por ejemplo grandes temporadas de sequía—) le había impuesto tradicionalmente a estas etnias les hacía a las mismas antieconómica e incluso impráctica de la ganadería. Solo desde la segunda mitad de siglo XIX se aprecia un incipiente cambio de estrategia en el modo de producción de la mayoría de los pámpidos (desde la Tierra del Fuego hasta el Chaco Boreal inclusive): las diversas etnias y parcialidades de los pámpidos, al ver mermar los recursos de caza y recolección y al tener un aumento demográfico que implicaba mayor presión sobre los recursos naturales no cultivados se vieron obligados a refundar su economía en una incipiente agricultura de subsistencia casi siempre reducida a horticultura, aunque la falta de técnicas para contrarrestar las sequías en zonas que recién dejarían de ser consideradas «desierto» tras el cultivo dry farming hicieron que sus intentos no fueran todo lo exitosos que requerían.

Habitantes del Río de la Plata hacia 1600, según Hendrick Ottsen
Boleando baguales, acuarela de c. 1752 de Florián Paucke
El cacique tehuelche Junchar retratado por José del Pozo, integrante de la Expedición Malaspina, en 1789
Retrato de una india patagona por José del Pozo, 1789
Autorretrato del pintor José del Pozo retratando a una india patagona, 1789
Indígenas pampas en Buenos Aires según Emeric Essex Vidal, 1818
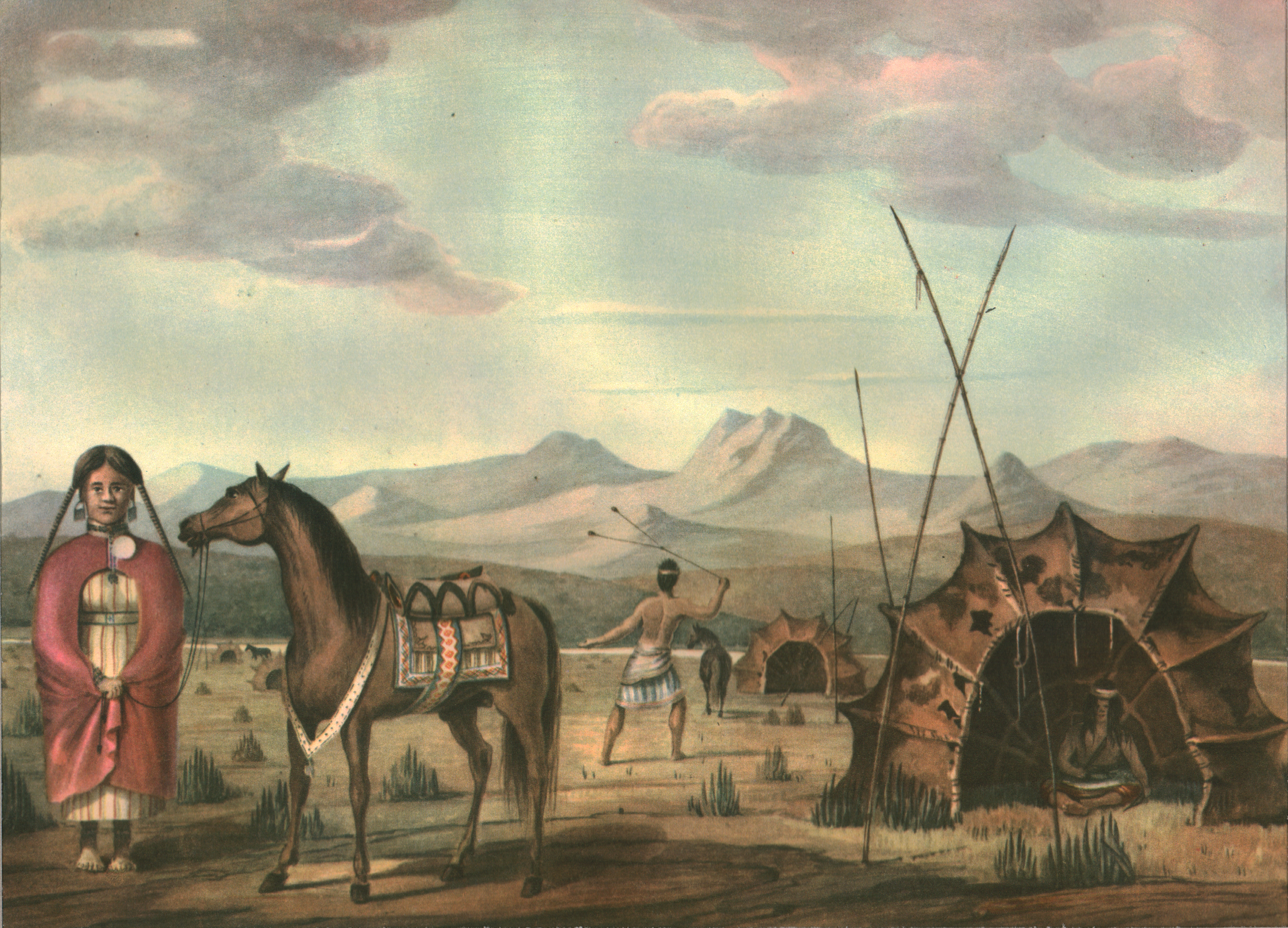
Toldera de indígenas en Sierra de la Ventana según Charles Henri Pellegrini, 1830
Cacique patagón, acuarela de 1838 de Adolphe Goupil
Indígenas pampas según Charles Henri Pellegrini, 1841
Familia de indios en Buenos Aires, 1844. Litografía de Jules Daufresne

### El Litoral y el Noreste

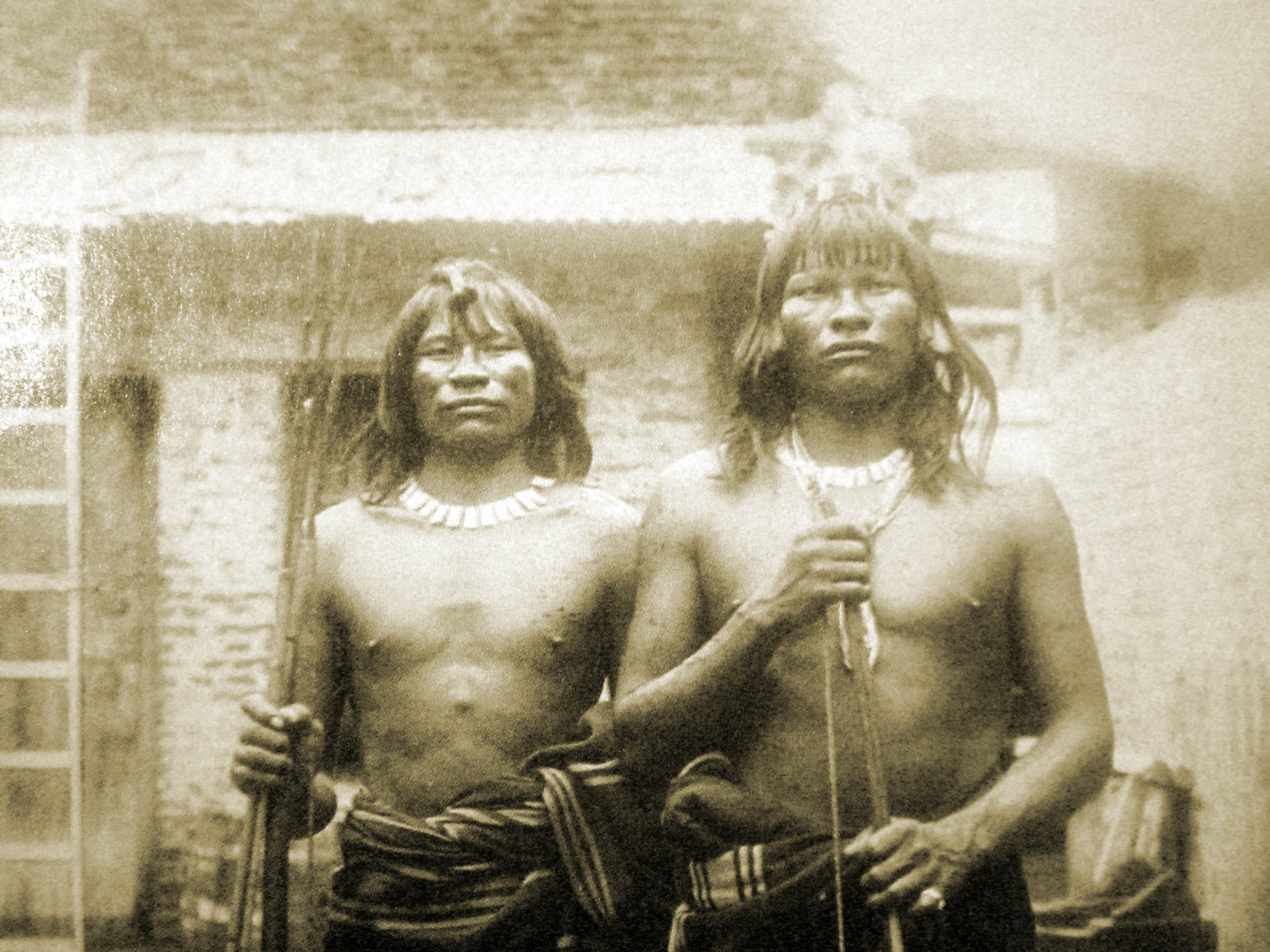
El cacique Pucurú, en Chaco (alrededor de 1900)

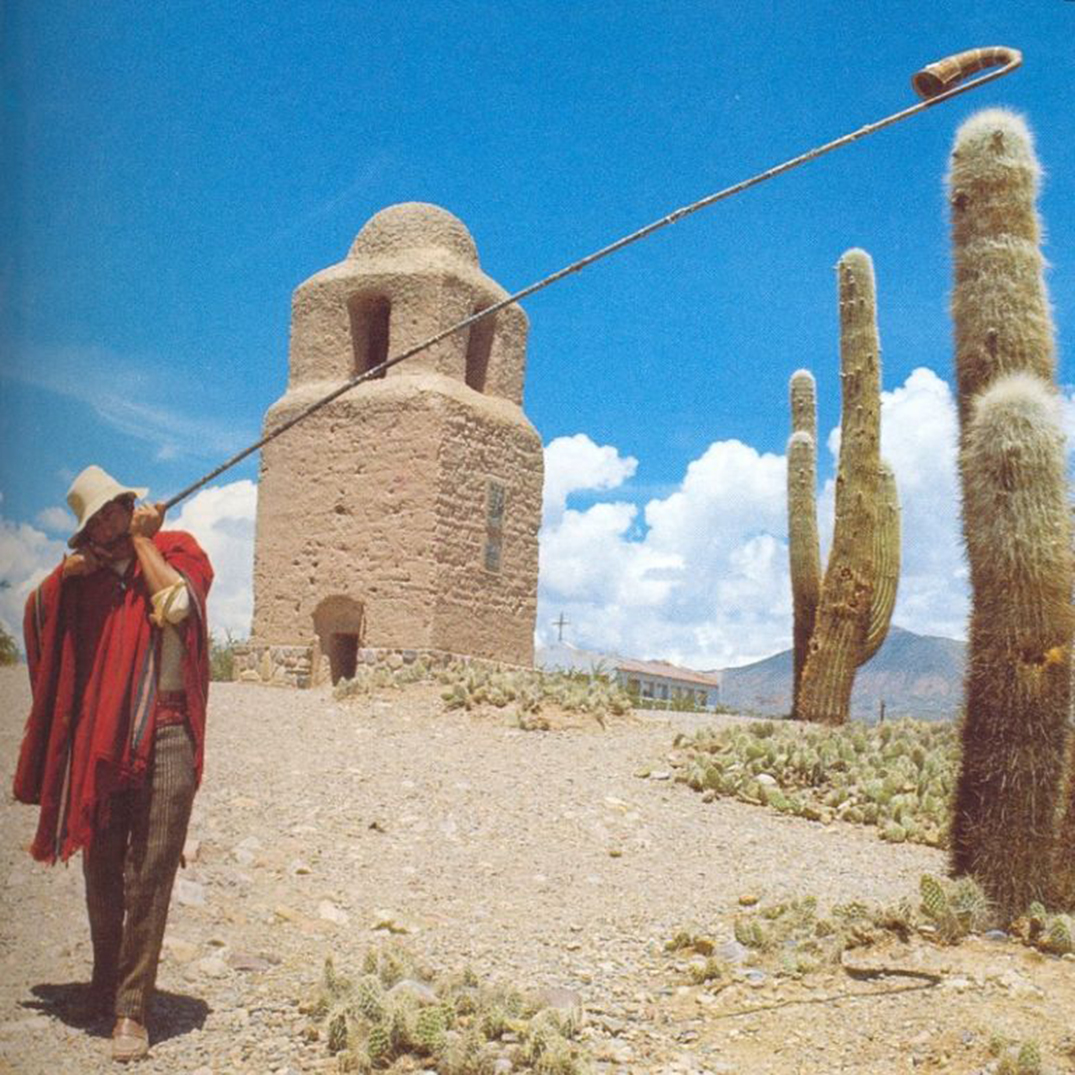
Erke, instrumento de viento utilizado por originarios del noroeste argentino (similar a la trompa de los Alpes)

Como en la región pampeana y patagónica, los indígenas del Litoral argentino y del Noreste argentino tuvieron sus modos de producción casi exclusivamente basados en la caza y la recolección: vivían en una zona naturalmente selvática de grandes sistemas hídricos formados por el río Paraná, el río Paraguay, el río Uruguay, el río Salado del Norte, el río Bermejo y el río Pilcomayo que posibilitaban relativamente fáciles flujos culturales, pero así también una fuerte inestabilidad política debido a que los mismos cursos de aguas se transformaban en fáciles rutas de invasiones.
Las condiciones ecológicas del entorno fueron acompañadas por la gestión de los recursos que los indígenas aplicaron para su modo de vida de cazadores-recolectores. Los pueblos indígenas eran expertos en el manejo controlado del fuego, que utilizaban también como herramienta de combate y de caza. El manejo del fuego les permitía gestionar los pastizales y crear claros y parches de vegetación para atraer a los animales herbívoros endémicos de la zona, como los cérvidos y el guanaco. La agricultura solamente se desarrolló en los márgenes del río Dulce y Salado, gestionado mediante las técnicas de manejo de desborde. En tal situación se encontraban entonces los pueblos a los que los invasores guaraníes llamaron peyorativamente guaicurúes ―los pámpidos qom a lo largo del siglo XX más conocidos entre los alófonos como tobas (el segundo es un nombre peyorativo de origen guaraní que significa ‘frentudos’)―, mokoit (mocovíes), abipones, malbalas, nivaclés (o chulupíes o chunupíes), pilagaes y charrúas.
Quizás devenidos de ándidos, pámpidos y amazónidos se cuentan a los que los invasores incas apodaron peyorativamente matacos ―los wichís―, vilelas, kaigangs, mocoretaes, timbúes, chanaes y querandíes -estos últimos también pámpidos aunque con nombre más conocido por el que le dieron los guaraníes-.
Hacia fines del siglo XV la región se conmovió por la invasión de un pueblo amazónido que se expandía debido a su intrínseca fuerte presión demográfica facilitada por la incipiente e intensiva horticultura de la mandioca y el maíz. Esta etnia era la de los guaraníes.
Así como los quechuas transculturaron mucho a las etnias del noroeste y los mapuches a los del sur de la región pampeana y norpatagónica (araucanización), lo mismo hicieron en toda la mesopotamia argentina y gran parte del NEA los guaraníes. Lograron invadir zonas del Chaco Boreal sometiendo a los de origen arahuaco) chanés y chorotes (los segundos, autodenominados yofuasha) entre otras naciones preexistentes a la invasión guaranítica y en pleno Chaco Boreal, por mixogénesis forzada tras invadir y esclavizar los ava o guaraníes a los chanés (de linaje arahuako) matando a los varones y tomando por concubinas a las mujeres chanés, forjaron la etnia de los chiriguanos.
Como otros pueblos indígenas sedentarizados, desde la llegada de los españoles en el siglo XVI las zonas de cultivos con malocas y buenas comunicaciones fluviales fueron fácilmente conquistadas por los europeos y fue rápido el mestizaje, en cambio las zonas menos ricas agrícolamente y más alejadas pudieron resistir a la penetración europea hasta fines del siglo XIX. Por otra parte en esta zona se dio muy tempranamente una fuerte síncresis por causa de la intensa actividad misional de jesuitas y franciscanos, los primeros especialmente entre los siglos XVI y casi mediados del siglo XVIII.

Indígenas en Buena Esperanza (actualmente Puerto Gaboto), grabado de 1536 de Ulrico Schmidl.

### Norte, oeste y noroeste

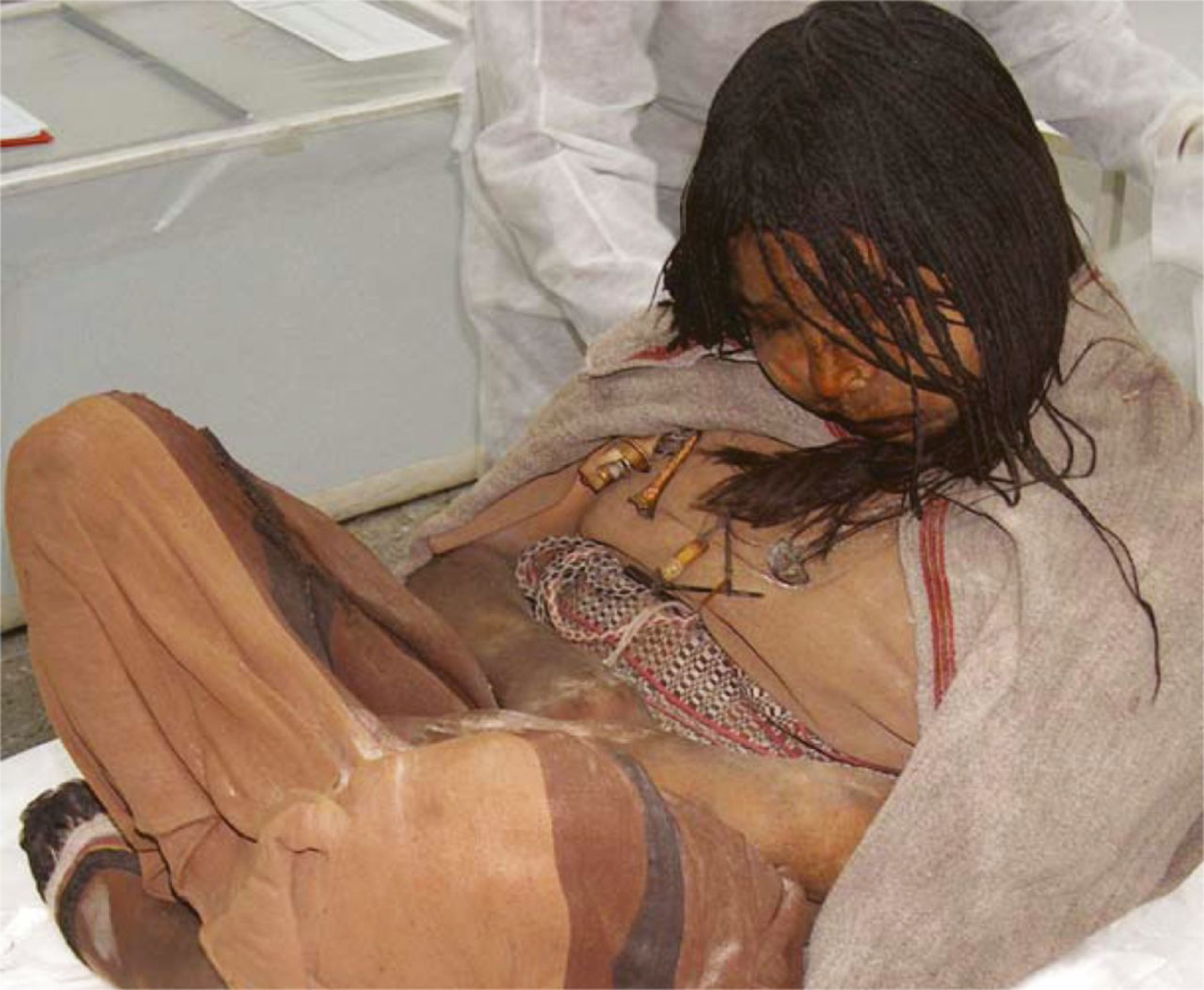
Momias de Llullaillaco. Sacrificio humano incaico realizado en la cima del volcán Llullaillaco a 6739 (22 109 pies), en la provincia de Salta

El norte, noroeste y oeste argentino fueron habitados al menos desde 9000 a C., estos grupos se vincularon inicialmente a la caza de megafauna y con posterioridad a la de camélidos, así como a la explotación de distintos recursos vegetales y minerales. En el Noroeste comienza a producirse entre 1000 a. C. y 500 a. C. un cambio importante en la forma de vida de estas poblaciones, que implicó la adopción y consolidación de la agricultura, la alfarería, la ganadería y de un modo de vida aldeano (en el Oeste este proceso se dio de manera más tardía).
La zona del norte comenzó a ser habitada hacia el año 7000 a C.. Los distintos grupos étnicos que habitaron la región andina (sin contar los Andes patagónicos) fueron los diaguitas, calchaquies, atacamas, omaguacas, kollas, ocloyas, omaguacas y huarpes; en cuanto a los calchaquíes son descendientes de una de las parcialidades de los diaguitas o paziocas.
Los distintos grupos étnicos que habitaban la región al momento de arribo de los conquistadores españoles (sin contar los Andes patagónicos) eran los diaguitas, omaguacas, atacamas, kollas, ocloyas, huarpes y quechuas. Estos últimos no formaban del todo en el imperio incaico ya que la parcialidad huarpe allentiac se refugiaron en las lagunas de Guanacache, Estos pueblos fueron dominados entre 1480 a 1533 por el Imperio incaico de los invasores incas aliados con los aimaras procedentes del Perú y de la cuenca del lago Titicaca en el sur de Perú y el oeste de Bolivia. La palabra «diaguita» fue un mote dado por los aimaras ya que en el idioma aimara thiakita significa ‘alejado’, ‘foráneo’. Si bien la duración del Incario o Imperio incaico fue relativamente breve, dejó notorios influjos (principalmente en la toponimia) ya que aún luego de la conquista española a partir de 1535 el quechua era la lengua vehicular de gran parte de la región andina. Como los otros habitantes de la región andina, tenían conocimientos muy avanzados de la agricultura, astronomía, la construcción de terrazas y el riego artificial. También criaban animales como la llama que les servían para comerciar con otros grupos indígenas.

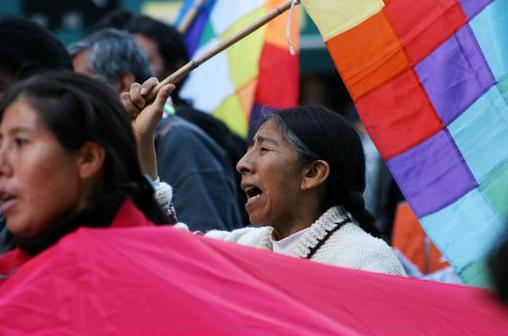
Protesta de aimaras en Buenos Aires. En la fotografía se observan dos mujeres, una de ellas portando una wiphala, símbolo aimara y desde 2008, uno de los símbolos oficiales del Estado boliviano.

Los pueblos originarios en Argentina han disminuido mucho con relación a la población en general. Esto se debe a diferentes causas interrelacionadas, como las enfermedades, el mestizaje, las campañas de exterminio (siglos XVIII y XIX), la brusca interrupción de sus culturas y la inmigración considerable de Europa. En las provincias de Jujuy, Salta y Tucumán se conservan las costumbres indígenas en celebraciones, bailes y comidas, con una población significativa, que incluye a los kollas, un grupo étnico en el cual se han fundido gran parte de los atacamas, omaguacas, calchaquíes y chichas y que ha recibido un fuerte influjo quechua. En cuanto a los aimaras y quechuas que actualmente hay en esa zona en su inmensa mayoría son inmigrantes recientes (a partir de las últimas décadas del siglo XX) procedentes de distintas zonas de Bolivia: los aimaras proceden de la cuenca del lago Titicaca en el oeste de Bolivia y el sur de Perú mientras que los quechuas proceden del altiplano peruano aunque su núcleo de origen sea la región andina central de Perú.

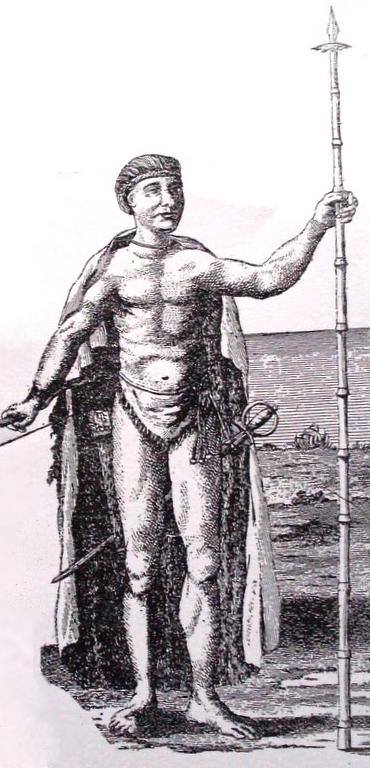
Cangapol, cacique de los tehuelches (Tomas Falkner, siglo XVIII)
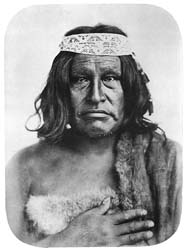
Cacique tehuelche, Casimiro Biguá (circa 1864)
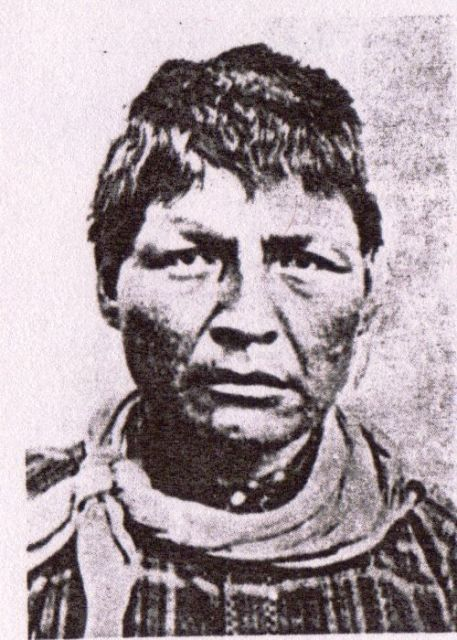
Cacique Chagallo (circa 1885)
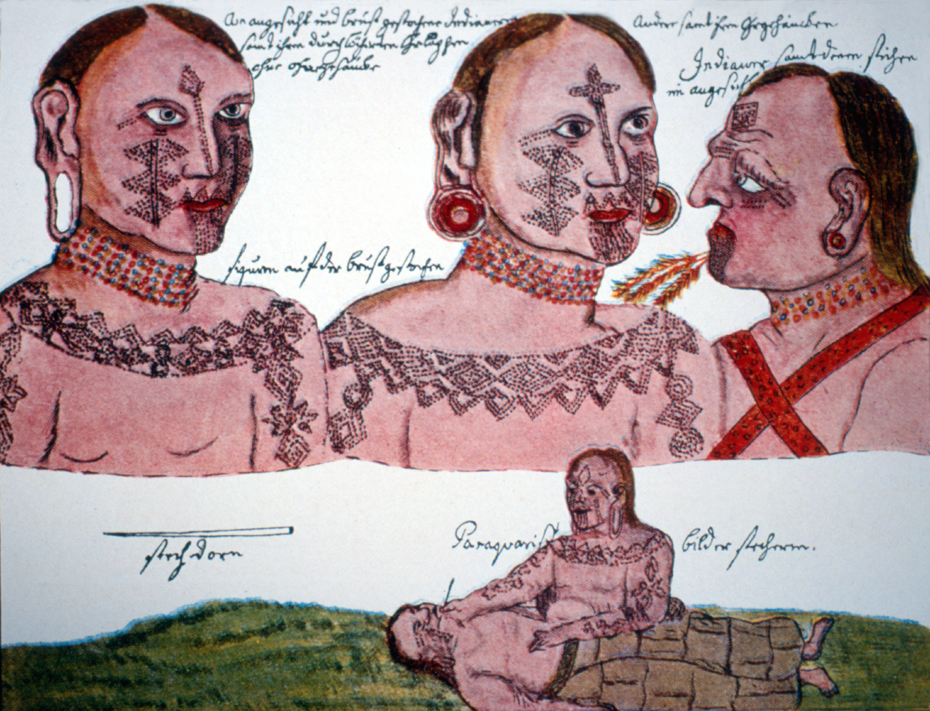
Representación de abipones pintados (Martín Dobrizhoffer, siglo XVIII)
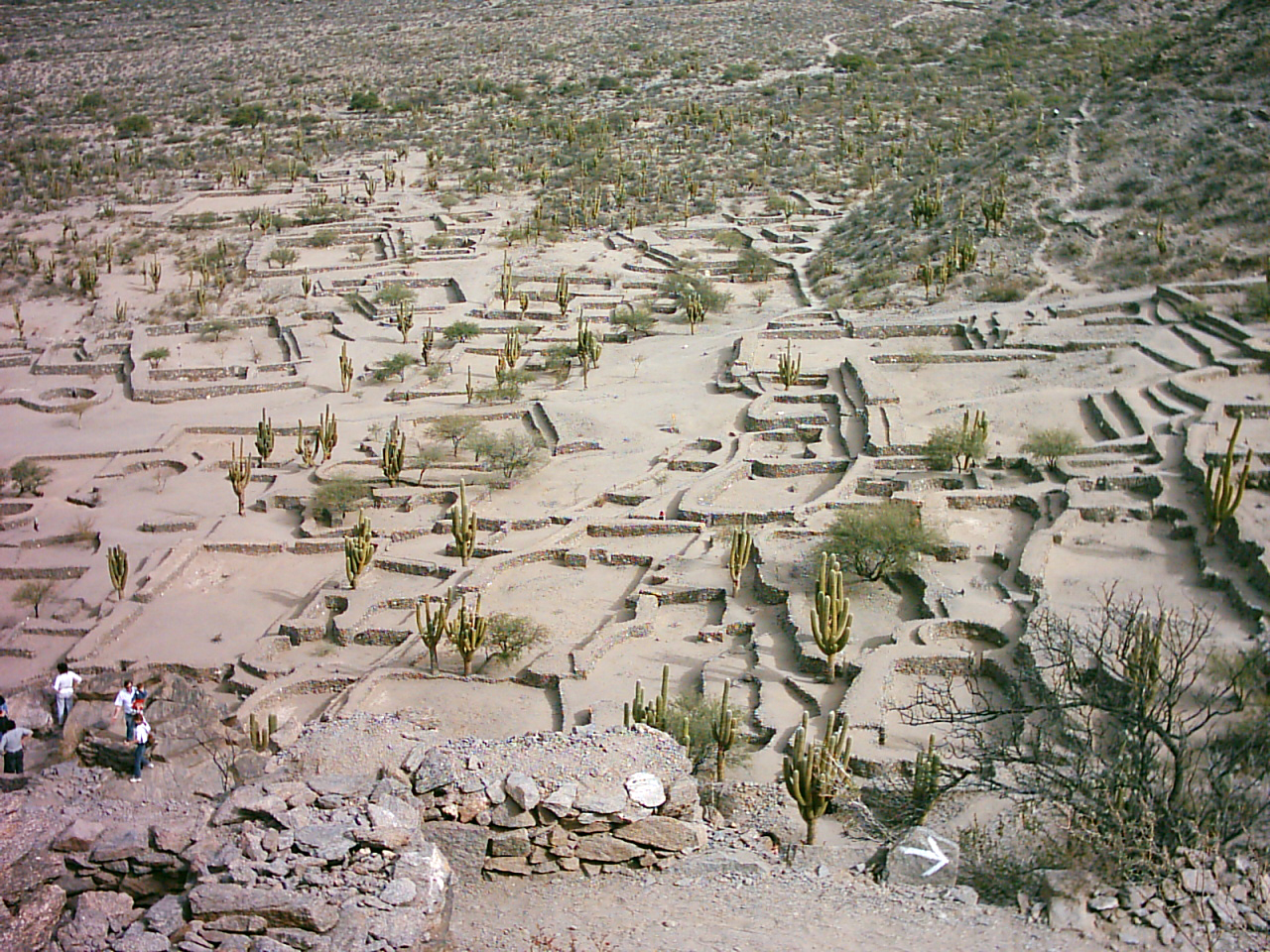
Ruinas prehispánicas de Quilmes
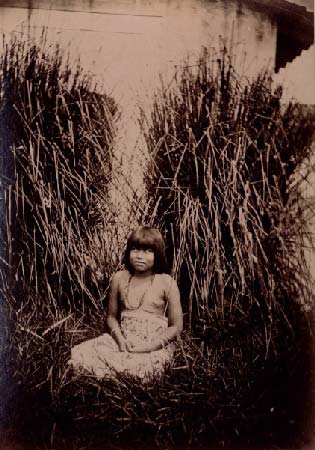
Indígena toba

Desde el año 2011 durante la presidencia de Cristina Fernández de Kirchner, en Buenos Aires se organiza cada mes de octubre un desfile conocido como «La integración cultural latinoamericana». Se trata de la festividad cultural más importante de la comunidad boliviana en Argentina, en la que se rinde homenaje a la Virgen de Copacabana. La misma fomenta y afianza las relaciones históricas, sociales y culturales entre ambos países.

## Población indígena censada o estimada

Pirámide poblacional de argentinos indígenas, según el censo de 2022.

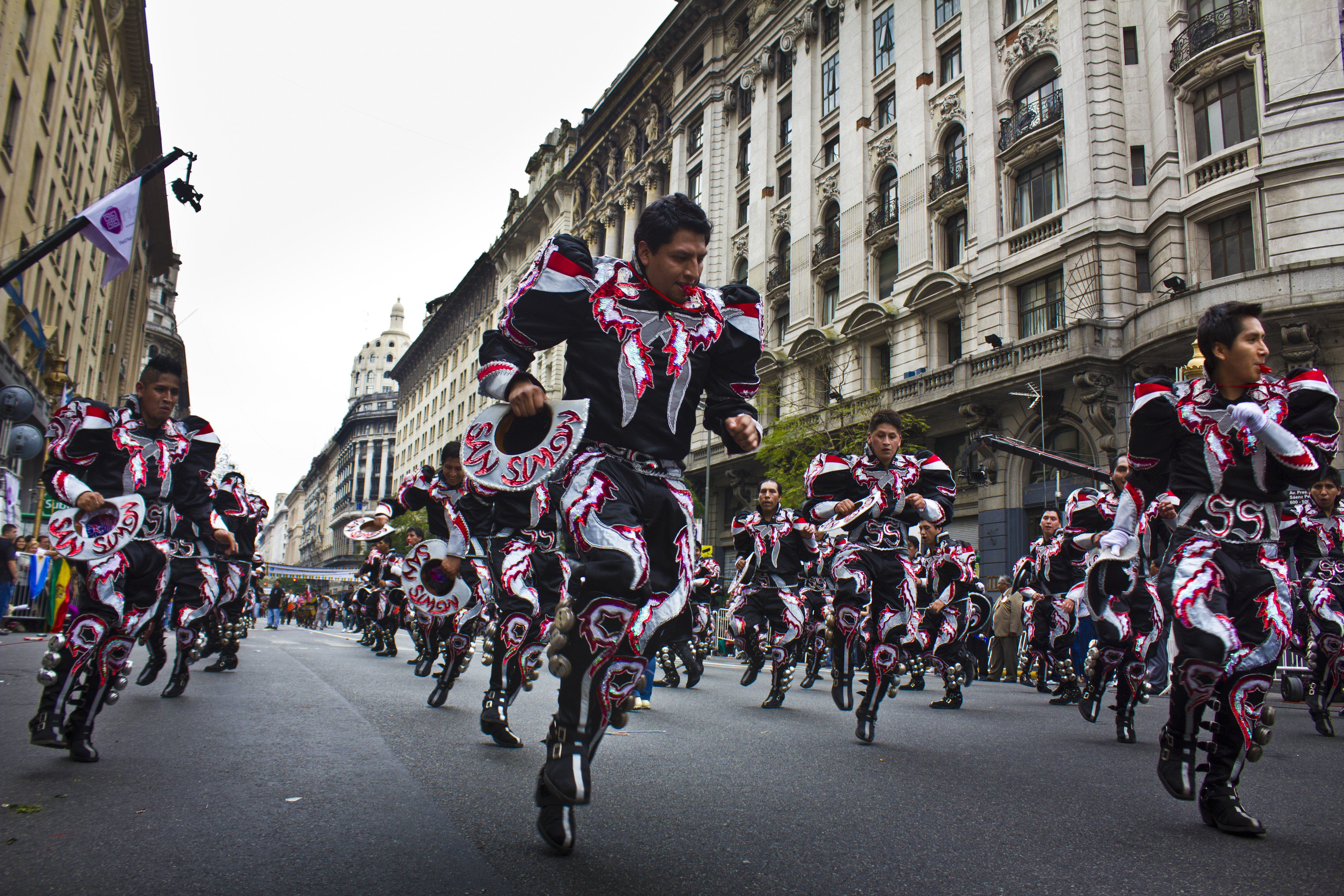
Desfile de la Comunidad Boliviana en Buenos Aires en 2014 por la Integración Cultural Latinoamericana.

### Antecedentes coloniales
La población indígena del actual territorio argentino hacia 1550 fue estimada por el INDEC en 1980, cuando publicó una estimación de la población indígena por regiones completando una tabla publicada en 1969 por Jorge Fermín Comadrán Ruiz:
| Regiones                     | Población indígena estimada |
| ---------------------------- | --------------------------- |
| Noroeste                     | 195 000                     |
| Litoral y Mesopotamia        | 60 000                      |
| Chaco                        | 50 000                      |
| Sierras Centrales            | 30 000                      |
| Pampa                        | 30 000                      |
| Cuyo                         | 20 000                      |
| Patagonia y Tierra del Fuego | 18 000                      |
| Total                        | 403 000                     |

En 1778 se realizó en el Virreinato del Río de la Plata el denominado censo de Vértiz, en alusión al entonces virrey Juan José de Vértiz y Salcedo, quien cumplió ese año la orden del rey Carlos III de España de realizar censos anuales en las colonias españolas. Recibió los resultados el 27 de marzo de 1779, pero no se conservan algunos datos. El censo no contempló las vastas regiones del Chaco, la Pampa y la Patagonia ya que estaban habitadas por grupos indígenas no sometidos al dominio español.
| Distrito            | Población indígena                          | Población total                                    |
| ------------------- | ------------------------------------------- | -------------------------------------------------- |
| Buenos Aires (*)    | 2087 (544 en la ciudad, 1543 en la campaña) | 37 130 (24 205 en la ciudad, 12 925 en la campaña) |
| San Luis            | 1282                                        | 6956                                               |
| Mendoza             | 1359                                        | 8765                                               |
| Córdoba             | 4084                                        | 40 203                                             |
| Catamarca           | 2817                                        | 13 315                                             |
| Salta               | 3070                                        | 11 565                                             |
| La Rioja            | 5200                                        | 9723                                               |
| San Juan            | 1527                                        | 7690                                               |
| Tucumán             | 4069                                        | 20 104                                             |
| Santiago del Estero | 4897                                        | 15 465                                             |
| Jujuy               | 11 181                                      | 13 619                                             |
| Total               | 41 573                                      | 186 526                                            |

(*) No incluye los datos de la villa de Luján, Entre Ríos, Corrientes, Santa Fe y Misiones que no se conservan.

### Los 8 primeros censos nacionales
Los tres primeros censos nacionales de población de Argentina estimaron la población indígena que se hallaba "fuera del imperio de la civilización" sin censarla, tomando en cuenta datos de los comandantes de los fortines de frontera respecto del número de lanzas que ellos observaban.
- Censo de 1869: 93 000 indígenas sobre una población total de 1 830 214 habitantes, aunque se suponía que eran más de 100 000. Se estimó en los territorios nacionales en 82 150 repartidos en: 26 500 en Formosa, 12 800 en el Chaco, 21 000 en los territorios de la Pampa al norte de los ríos Negro y Limay, 19 850 en la Patagonia al sur de esos ríos y 2000 en Tierra del Fuego.[32]
- Censo de 1895: 30 000 indígenas calculados sobre una población total de 4 044 911 habitantes y otros 60 000 que se estimaba podría haber.
- Censo de 1914: 18 425 indígenas —como población autóctona— sobre una población total de 7 903 662 habitantes.[33]

Los cinco censos nacionales de población posteriores (1947, 1960, 1970, 1980 y 1991) no contemplaron la recolección de datos sobre la población indígena, que fue censada en el conjunto de la población nacional.

### Censos Generales de los Territorios Nacionales
En 1905, 1912 y 1920 fueron realizados los Censos Generales de los Territorios Nacionales (Misiones, Formosa, Chaco, Los Andes, La Pampa, Neuquén, Río Negro, Chubut, Santa Cruz, Tierra del Fuego, Antártida e Islas del Atlántico Sur), en los cuales solo se contempló parcialmente la recolección de datos de la población indígena en los censos de 1912 y 1920. En el censo de 1912 se obtuvo un total de 19 834 indios o indígenas sometidos matacos en los departamentos XI (desde 1915 llamado Ramón Lista) y XII (desde 1915 llamado Matacos), los únicos censados de un total de 12 en el territorio nacional de Formosa, además de 680 en la reducción de Laishi. En el territorio nacional del Chaco se censaron 595 y 70, respectivamente en las reducciones de Napalpí y de matacos de Nueva Pompeya, y se calculó en 25 000 los indios salvajes no censados en esos dos territorios nacionales, 260 en Tierra del Fuego, 700 en Santa Cruz y 300 en Chubut. El cálculo de indígenas censados en Chaco, Pampa, Neuquén, Río Negro, Chubut, Santa Cruz y Tierra del Fuego fue de 11 540, elevando el total a 58 979 indígenas. En el censo de 1920 se obtuvo un total de 14 243 indígenas no salvajes en los departamentos: Bermejo (3952 "tobas"), Pilagás (2115 "pilagás"), Pilcomayo (104 "tobas") y Ramón Lista (8072 "matacos"), de un total de 9 departamentos existentes. Se hizo también una estimación de 9653 indios indómitos, aunque se aclara que los cálculos más probables subían la cifra a 12 000 en todo el territorio.

### Censos aborígenes provinciales
El Censo Aborigen de Formosa de 1970 contó 8611 indígenas. El Primer Censo Aborigen Provincial de Salta de 1984 realizado en los departamentos de Rivadavia, San Martín, Orán, Anta y Metán, resultó en 17 785 indígenas, que correspondían a: 6167 chiriguanos, 585 chanés, 164 tapuy (tapietes), 9143 wichís, 915 chorotes, 166 chulupíes, 467 tobas y 178 otros. El Censo Indígena Provincial de Misiones de 1979 contó 1672 mbyá-guaraníes, mientras que el Censo Provincial Aborigen de la Provincia del Chaco de 1985 censó 24 528 indígenas (3143 wichís).

### Censo Indígena Nacional de 1966-1968
El Censo Indígena Nacional de 1966-1968 fue el primero en el que se intentó cuantificar la población indígena de Argentina intentando a la vez ubicarla geográficamente. Los pueblos indígenas que se consideraron en las cédulas censales fueron:
- Región central: tobas, pilagás, mocovíes, matacos, chulupíes, chorotis y chiriguanos.
- Región noreste: guaraníes y cainguas.
- Región noroeste: aimaraes y quechuas.
- Región central sur: tehuelches, araucanos, quenaken, yamanes y onas.

El censo solo contabilizó a los indígenas que vivían en comunidades rurales, pero no pudo ser concluido, censándose 75 675 indígenas que vivían en 13 738 hogares de 525 agrupaciones. El resto no censado fue estimado en 89 706 personas, por lo que el resultado total fue de 165 381 indígenas en todo el país.
Los resultados desagregados por región censal fueron:
- Región central norte (provincias del Chaco, Formosa, norte de Santa Fe, sector oriental de Salta y zona del Ramal de Jujuy): se censaron 46 770 personas que vivían en 8219 hogares de 283 agrupaciones (11 en el departamento Matacos de Formosa y 1 en el departamento de Orán en Salta).
- Región noreste (provincia de Misiones): se censaron 512 personas que vivían en 99 hogares de 18 agrupaciones. Los no censados de las regiones central norte y noroeste fueron estimados en 3418, dando un total de 50 700 personas para ambas regiones.
- Región noroeste (resto de la provincia de Jujuy, sector central y occidental de Salta y norte de Catamarca): se censaron 1012 personas que vivían en 200 hogares de 12 agrupaciones. Los no censados fueron estimados en 79 988, dando un total de 81 000 personas.
- Región central sur (provincias de Buenos Aires, La Pampa, Río Negro, Neuquén, Chubut, Santa Cruz y Territorio Nacional de la Tierra del Fuego): se censaron 27 381 personas que vivían en 5220 hogares de 212 agrupaciones. Los no censados fueron estimados en 6300, dando un total de 33 681 personas.

El resto del país no fue no censado. La población total del país fue estimada entonces en 22 800 000 habitantes.
| Grupo étnico            | Censados |
| ----------------------- | -------- |
| Collas                  | 1012     |
| Chanés                  | 847      |
| Chiriguanos             | 13 689   |
| Chorotes                | 719      |
| Chulupíes               | 562      |
| Mapuches                | 27 214   |
| Matacos                 | 10 022   |
| Mbyá                    | 560      |
| Mocovíes                | 2876     |
| Pilagás                 | 1137     |
| Tehuelches (mestizados) | 167      |
| Tobas                   | 17 062   |

### Encuesta Complementaria de Pueblos Indígenas 2004-2005
El Censo Nacional de Población, Hogares y Viviendas de 2001 se llevó a cabo los días 17 y 18 de noviembre de 2001 e incorporó la temática de los pueblos indígenas. La cédula censal incorporó una pregunta destinada a detectar hogares con al menos una persona que se reconozca perteneciente o descendiente de un pueblo indígena: ¿Existe en este hogar alguna persona que se reconozca descendiente o perteneciente a un pueblo indígena? Si la respuesta era afirmativa se preguntaba ¿A qué pueblo? y se listaban las siguientes opciones correspondientes a los pueblos indígenas de las comunidades que poseían personería jurídica nacional en 1998: chané, chorote, chulupí, diaguita calchaquí, huarpe, kolla, mapuche, mbyá, mocoví, ona, pilagá, rankulche, tapiete, tehuelche, toba, tupí guaraní y wichí, además de las categorías otro pueblo indígena y pueblo ignorado. Según los resultados, un 2.8 % de los hogares argentinos tenía al menos un integrante que se reconoció perteneciente a un pueblo indígena.
El empadronamiento indígena obtenido a partir de los datos censales se utilizó para extraer muestras representativas de hogares a ser revisitados en la Encuesta Complementaria de Pueblos Indígenas (ECPI) que se llevó a cabo en los años 2004 y 2005. Estas muestras estuvieron conformadas por alrededor de 57 000 hogares de todas las provincias del país. A los 17 pueblos listados en el cuestionario censal se agregaron estimaciones para los pueblos ava guaraní, charrúa y comechingón.
De acuerdo a los resultados de la ECPI 600 329 personas se reconocieron pertenecientes o descendientes en primera generación de pueblos indígenas. El total del cuadro siguiente supera en 0.6 % a esta cifra debido a que la población que no se reconoció perteneciente a ningún pueblo específicamente y tiene ascendencia indígena mixta está contada en uno y otro pueblo indígena simultáneamente. En cuanto a la población que habla o entiende lengua/s indígena/s, incluye a cualquier lengua indígena, sea o no la lengua tradicional del pueblo al que pertenece la población.
| Pueblo indígena                | Población indígena por pueblo de pertenencia | Población que habla y/o entiende lengua/s indígena/s | Población que reside en una comunidad indígena |
| ------------------------------ | -------------------------------------------- | ---------------------------------------------------- | ---------------------------------------------- |
| Atacama                        | 3044                                         |                                                      |                                                |
| Ava guaraní (*)                | 21 807                                       | 8943                                                 | 10 806                                         |
| Aimara                         | 4104                                         |                                                      |                                                |
| Chané                          | 4376                                         | 1974                                                 | 2016                                           |
| Charrúa                        | 4511                                         |                                                      |                                                |
| Chorote                        | 2613                                         | 1711                                                 | 2028                                           |
| Chulupí                        | 553                                          | 266                                                  | 392                                            |
| Comechingón                    | 10 863                                       |                                                      |                                                |
| Diaguita/ diaguita calchaquí   | 31 753                                       | 1686                                                 | 8180                                           |
| Guaraní (*)                    | 22 059                                       | 8178                                                 | 1301                                           |
| Huarpe                         | 14 633                                       | 8987                                                 | 2620                                           |
| Kolla (**)                     | 70 505                                       | 8987                                                 | 33 629                                         |
| Lule                           | 854                                          |                                                      |                                                |
| Mapuche                        | 113 680                                      | 17 897                                               | 13 430                                         |
| Mbyá guaraní                   | 8223                                         | 3908                                                 | 4322                                           |
| Mocoví                         | 15 837                                       | 3752                                                 | 6619                                           |
| Omaguaca                       | 1553                                         |                                                      |                                                |
| Ona                            | 696                                          |                                                      |                                                |
| Pampa                          | 1585                                         |                                                      |                                                |
| Pilagá                         | 4465                                         | 3512                                                 | 3867                                           |
| Quechua                        | 6739                                         |                                                      |                                                |
| Querandí                       | 736                                          |                                                      |                                                |
| Rankulche                      | 10 149                                       | 446                                                  |                                                |
| Sanavirón                      | 563                                          |                                                      |                                                |
| Tapiete                        | 524                                          | 282                                                  | 478                                            |
| Tehuelche                      | 10 590                                       | 961                                                  |                                                |
| Toba                           | 69 452                                       | 34 949                                               | 42 870                                         |
| Tonocoté                       | 4779                                         |                                                      |                                                |
| Tupí guaraní (*)               | 16 365                                       | 5514                                                 | 6060                                           |
| Wichí                          | 40 036                                       | 29 066                                               | 34 561                                         |
| Otros pueblos declarados (***) | 3864                                         |                                                      |                                                |
| Pueblo no especificado (****)  | 92 876                                       |                                                      |                                                |
| Sin respuesta                  | 9371                                         |                                                      |                                                |

(*) Ava guaraní y tupí guaraní corresponde a un mismo pueblo —también llamado chiriguano— cuyas comunidades se identifican con nombres distintos. En el caso de ava guaraní también incluye en la provincia de Misiones a los avá guaraníes del Paraguay o chiripás. El ítem guaraní comprende a chiriguanos, guaraníes en general y a descendientes de los guaraníes de las misiones jesuitas.
(**) La denominación kolla incluye a pueblos e individuos que posteriormente a la encuesta se diferenciaron, tales como los pueblos tastil, toara, tilián, chicha, ocloya y fiscara o tilcara.
(***) Incluye, entre otros, los casos registrados con las siguientes denominaciones: abaucán, abipón, ansilta, chaná, inca, maimará, minuán, ocloya, olongasta, pituil, pular, shagan, tape, tilcara, tilián y vilela. No se brindan datos por separado para cada denominación debido a que la escasa cantidad de casos muestrales no permite dar una estimación de cada total con la suficiente precisión.
(****) Incluye los casos en que la respuesta relativa al pueblo indígena de pertenencia o ascendencia en primera generación fue «ignorado» u «otro pueblo indígena».

### Censo Nacional de Población, Hogares y Viviendas 2010
El Censo Nacional de Población, Hogares y Viviendas 2010 se realizó el 27 de octubre de 2010 y la cédula censal incorporó la pregunta ¿Alguna persona de este hogar es indígena o descendiente de pueblos indígenas (originarios o aborígenes)?. Las respuestas posibles eran sí, no e ignorado. Si la respuesta era afirmativa se solicitaba que se indicara el número de personas y a qué pueblo indígena pertenecían. A diferencia del censo de 2001 no se incluyó un listado de pueblos.
Los resultados por pueblo indígena son presentados en el siguiente cuadro (población total del país: 39 671 131 habitantes):
| Pueblo indígena | Población total | Varones | Mujeres |
| --------------- | --------------- | ------- | ------- |
| Mapuche         | 205 009         | 103 253 | 101 756 |
| Toba            | 126 967         | 63 772  | 63 195  |
| Guaraní         | 105 907         | 53 788  | 52 119  |
| Diaguita        | 67 410          | 34 295  | 33 115  |
| Kolla           | 65 066          | 32 553  | 32 513  |
| Quechua         | 55 493          | 27 849  | 27 644  |
| Wichí           | 50 419          | 25 513  | 24 906  |
| Comechingón     | 34 546          | 17 077  | 17 469  |
| Huarpe          | 34 279          | 17 098  | 17 181  |
| Tehuelche       | 27 813          | 13 948  | 13 865  |
| Mocoví          | 22 439          | 11 498  | 10 941  |
| Pampa           | 22 020          | 10 596  | 11 424  |
| Aimara          | 20 822          | 10 540  | 10 282  |
| Ava guaraní     | 17 899          | 9438    | 8461    |
| Rankulche       | 14 860          | 7411    | 7449    |
| Charrúa         | 14 649          | 7192    | 7457    |
| Atacama         | 13 936          | 7095    | 6841    |
| Mbyá guaraní    | 7379            | 3872    | 3507    |
| Omaguaca        | 6873            | 3551    | 3322    |
| Pilagá          | 5137            | 2623    | 2514    |
| Tonocoté        | 4853            | 2437    | 2416    |
| Lule            | 3721            | 1918    | 1803    |
| Tupí guaraní    | 3715            | 1872    | 1843    |
| Querandí        | 3658            | 1776    | 1882    |
| Chané           | 3034            | 1559    | 1475    |
| Sanavirón       | 2871            | 1399    | 1472    |
| Ona             | 2761            | 1383    | 1378    |
| Chorote         | 2270            | 1177    | 1093    |
| Maimará (*)     | 1899            | 876     | 1023    |
| Chulupí         | 1100            | 537     | 563     |
| Vilela          | 519             | 279     | 240     |
| Tapiete         | 407             | 217     | 189     |
| Otros           | 5301            | 2681    | 2620    |
| Total           | 955 032         | 481 074 | 473 958 |

(*) Los maimaras, maymaras o maimarás son los habitantes de la localidad de Maimará pertenecientes al pueblo kolla.
Los resultados por provincia y la ciudad de Buenos Aires fueron los siguientes:
| Distrito                     | Población | % sobre población total |
| ---------------------------- | --------- | ----------------------- |
| Buenos Aires (provincia) (*) | 299 311   | 1.9%                    |
| Salta                        | 79 204    | 6.6%                    |
| Ciudad de Buenos Aires       | 61 876    | 2.2%                    |
| Jujuy                        | 52 545    | 7.9%                    |
| Córdoba                      | 51 142    | 1.6%                    |
| Santa Fe                     | 48 265    | 1.5%                    |
| Río Negro                    | 45 375    | 7.2%                    |
| Neuquén                      | 43 357    | 8.0%                    |
| Chubut                       | 43 279    | 8.7%                    |
| Chaco                        | 41 304    | 3.9%                    |
| Mendoza                      | 41 026    | 2.4%                    |
| Formosa                      | 32 216    | 6.1%                    |
| Tucumán                      | 19 317    | 1.3%                    |
| La Pampa                     | 14 086    | 4.5%                    |
| Entre Ríos                   | 13 153    | 1.1%                    |
| Misiones                     | 13 006    | 1.2%                    |
| Santiago del Estero          | 11 508    | 1.3%                    |
| Santa Cruz                   | 9 552     | 3.6%                    |
| San Luis                     | 7 994     | 1.9%                    |
| San Juan                     | 7 962     | 1.2%                    |
| Catamarca                    | 6 927     | 1.9%                    |
| Corrientes                   | 5 129     | 0.5%                    |
| La Rioja                     | 3 935     | 1.2%                    |
| Tierra del Fuego             | 3 563     | 2.9%                    |
| Argentina                    | 955 032   | 2.4%                    |

(*) La provincia de Buenos Aires fue dividida en 186 640 personas en los entonces 24 partidos del Gran Buenos Aires y 112 671 en el interior de la provincia.

### Censo Nacional de Población, Hogares y Viviendas 2022
En el Censo Nacional de Población, Hogares y Viviendas 2022 que se realizó el 18 de mayo de 2022 se incluyeron las siguientes preguntas:
¿Se reconoce indígena o descendiente de pueblos indígenas u originarios?
| Distrito                     | Población | % sobre población total |
| ---------------------------- | --------- | ----------------------- |
| Buenos Aires (provincia) (*) | 371 830   | 2.1%                    |
| Salta                        | 142 870   | 10.0%                   |
| Jujuy                        | 81 538    | 10.1%                   |
| Ciudad de Buenos Aires       | 74 724    | 2.4%                    |
| Córdoba                      | 69 218    | 1.8%                    |
| Santa Fe                     | 57 193    | 1.6%                    |
| Neuquén                      | 54 436    | 7.7%                    |
| Chaco                        | 53 798    | 4.8%                    |
| Río Negro                    | 48 194    | 6.4%                    |
| Formosa                      | 47 459    | 7.8%                    |
| Chubut                       | 46 670    | 7.9%                    |
| Mendoza                      | 45 389    | 2.2%                    |
| Tucumán                      | 37 646    | 2.2%                    |
| Santiago del Estero          | 28 022    | 2.6%                    |
| Misiones                     | 26 006    | 2.0%                    |
| Catamarca                    | 19 668    | 4.6%                    |
| Entre Ríos                   | 18 693    | 1.3%                    |
| Corrientes                   | 15 808    | 1.3%                    |
| La Pampa                     | 15 659    | 4.4%                    |
| San Juan                     | 14 457    | 1.8%                    |
| Santa Cruz                   | 12 525    | 3.7%                    |
| La Rioja                     | 10 645    | 2.8%                    |
| San Luis                     | 8340      | 1.5%                    |
| Tierra del Fuego             | 5942      | 3.2%                    |
| Argentina                    | 1 306 730 | 2.9%                    |

(*) La provincia de Buenos Aires fue dividida en dos sectores, había 236 094 indígenas en los 24 partidos del Gran Buenos Aires y 135 736 en el resto de la provincia.
¿De qué pueblo indígena u originario?
| Pueblo indígena (nombre registrado en el censo) | Población total en el país |
| ----------------------------------------------- | -------------------------- |
| Mapuche                                         | 145 783                    |
| Guaraní                                         | 135 232                    |
| Diaguita                                        | 86 022                     |
| Qom/Toba                                        | 80 124                     |
| Kolla                                           | 69 121                     |
| Wichi                                           | 69 080                     |
| Quechua                                         | 52 154                     |
| Comechingón                                     | 27 509                     |
| Huarpe                                          | 25 615                     |
| Mapuche tehuelche                               | 23 416                     |
| Aimara                                          | 19 247                     |
| Moqoit/Mocoví                                   | 18 231                     |
| Tehuelche                                       | 17 420                     |
| Ranquel                                         | 14 133                     |
| Mbya guaraní                                    | 11 014                     |
| Tonokoté                                        | 10 608                     |
| Omaguaca                                        | 10 605                     |
| Charrúa                                         | 9065                       |
| Atacama                                         | 6818                       |
| Pilagá                                          | 6169                       |
| Diaguita cacano                                 | 4772                       |
| Chané                                           | 3296                       |
| Chorote                                         | 3238                       |
| Sanavirón                                       | 3088                       |
| Lule                                            | 2851                       |
| Lule vilela                                     | 2303                       |
| Günún a Küna                                    | 2260                       |
| Ocloya                                          | 1818                       |
| Chaná                                           | 1590                       |
| Tastil                                          | 1391                       |
| Selk'nam/Ona                                    | 1206                       |
| Chicha                                          | 1024                       |
| Guaycurú                                        | 1006                       |
| Querandí                                        | 964                        |
| Aoniken                                         | 919                        |
| Chulupí/Nivaclé                                 | 878                        |
| Vilela                                          | 863                        |
| Avipón                                          | 817                        |
| Tapiete                                         | 654                        |
| Kolla atacameño                                 | 522                        |
| Tilian                                          | 446                        |
| Corundí                                         | 387                        |
| Toara                                           | 299                        |
| Fiscara                                         | 255                        |
| Yagán                                           | 189                        |
| Weenhayek                                       | 179                        |
| Guarayo                                         | 155                        |
| Minuán                                          | 69                         |
| Iogys                                           | 49                         |
| Churumata                                       | 47                         |
| Jujuí                                           | 41                         |
| Michilingüe                                     | 28                         |
| Wayteca/Chono                                   | 16                         |
| Mak'a                                           | 13                         |
| Isoceño                                         | 10                         |
| Alakaluf                                        | 10                         |
| Haush/Maneken                                   | 6                          |
| Ansilta                                         | 2                          |
| Total                                           | 875 027                    |

Nota: se excluyen del total los casos sin información suficiente.
¿Habla y/o entiende la lengua de ese pueblo indígena u originario?
| Respuesta | Hombre  | Hombre | Mujer   | Mujer  | Población total | Población total |
| --------- | ------- | ------ | ------- | ------ | --------------- | --------------- |
| Si        | 189 769 | 14.52% | 192 928 | 14.76% | 382 697         | 29.28%          |
| No        | 367 497 | 28.12% | 400 994 | 30.68% | 768 491         | 58.81%          |
| Ignorado  | 75 009  | 5.74%  | 80 533  | 6.16%  | 155 542         | 11.90%          |
| TOTAL     | 632 275 | 48.38% | 674 455 | 51.62% | 1 306 730       | 100%            |

Las preguntas incorporadas a los formularios censales generaron pedidos de reformulación por parte de asociaciones indígenas que objetaron que los censistas debieron escribir el nombre de los pueblos indígenas, con lo cual se podrían generar errores estadísticos (por ejemplo para pueblos con nombres parecidos como chanés y chanás, o diversos nombres para un mismo pueblo). Objetaron también que la pregunta 24 sobre las lenguas indígenas no se realizara a toda la población, ya que existen personas no indígenas que hablan idiomas indígenas.

### Departamentos de mayoría indígena o más del 25%
| #                      | Departamento           | Indígenas              | Porcentaje             | Etnia nativa           | Provincia              |
| Entre el 75% y el 100% | Entre el 75% y el 100% | Entre el 75% y el 100% | Entre el 75% y el 100% | Entre el 75% y el 100% | Entre el 75% y el 100% |
| ---------------------- | ---------------------- | ---------------------- | ---------------------- | ---------------------- | ---------------------- |
| 1°                     | Susques                | 3.223                  | 81,27%                 | Atacameños             | Jujuy                  |
| Entre el 50% y el 75%  |                        |                        |                        |                        |                        |
| 2°                     | Iruya                  | 4.384                  | 71,68%                 | Kollas                 | Salta                  |
| 3°                     | Ramón Lista            | 12.533                 | 70,90%                 | Wichís                 | Formosa                |
| 4°                     | Rinconada              | 1.240                  | 69,00%                 | Kollas                 | Jujuy                  |
| 5°                     | Santa Victoria         | 6.397                  | 67,97%                 | Kollas                 | Salta                  |
| 6°                     | Ñorquincó              | 926                    | 63,77%                 | Gününa këna            | Río Negro              |
| 7°                     | Santa Catalina         | 1.615                  | 61,15%                 | Kollas                 | Jujuy                  |
| 8°                     | Tafí del Valle         | 12.247                 | 54,72%                 | Diaguitas              | Tucumán                |
| 9°                     | Cochinoca              | 8.098                  | 53,99%                 | Kollas                 | Jujuy                  |
| 10°                    | Molinos                | 3.127                  | 53,84%                 | Diaguitas              | Salta                  |
| 11°                    | La Poma                | 940                    | 52,54%                 | Kollas                 | Salta                  |
| 12°                    | Tumbaya                | 2.700                  | 50,96%                 | Kollas                 | Jujuy                  |
| Entre el 25% y el 50%  |                        |                        |                        |                        |                        |
| 13°                    | Valle Grande           | 1.185                  | 47,59%                 | Guaraníes              | Jujuy                  |
| 14°                    | Rivadavia              | 16.879                 | 44,35%                 | Wichís                 | Salta                  |
| 15°                    | Humahuaca              | 8.774                  | 42,03%                 | Omaguacas              | Jujuy                  |
| 16°                    | Catán Lil              | 914                    | 34,61%                 | Mapuches (Pehuenches)  | Neuquén                |
| 17°                    | Gastre                 | 405                    | 34,29%                 | Tehuelches             | Chubut                 |
| 18°                    | Chalileo               | 966                    | 33,68%                 | Ranqueles              | La Pampa               |
| 19°                    | Aluminé                | 3.342                  | 32,85%                 | Mapuches (Pehuenches)  | Neuquén                |
| 20°                    | Bermejo                | 4.841                  | 31,03%                 | Wichís                 | Formosa                |
| 21°                    | Matacos                | 5.280                  | 31,03%                 | Wichís                 | Formosa                |
| 22°                    | Tilcara                | 4.510                  | 30,85%                 | Ocloyas                | Jujuy                  |
| 23°                    | San Carlos             | 2.289                  | 29,43%                 | Diaguitas              | Salta                  |
| 24°                    | Languiñeo              | 839                    | 29,32%                 | Tehuelches             | Chubut                 |
| 25°                    | Yavi                   | 7.392                  | 28,62%                 | Kollas                 | Jujuy                  |
| 26°                    | Paso de Indios         | 475                    | 25,24%                 | Tehuelches             | Chubut                 |
| 27°                    | Loncopué               | 1.942                  | 25,23%                 | Mapuches (Pehuenches)  | Neuquén                |

## Lenguas indígenas de Argentina

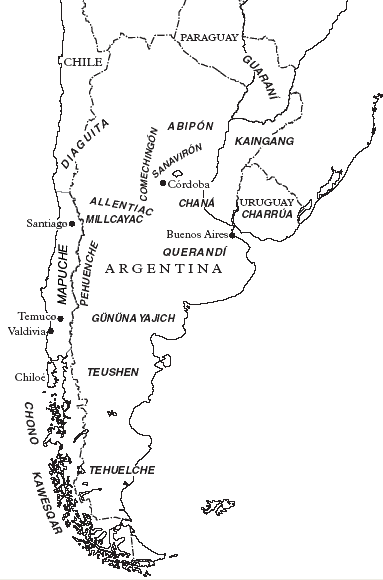
Distribución aproximada de lenguas en el extremo meridional de Sudamérica en tiempos de la conquista española

Se estima que al momento de la llegada de los europeos en el siglo XVI se hablaban alrededor de 35 lenguas indígenas en lo que hoy es el territorio argentino. En el presente en las comunidades indígenas argentinas solo mantienen algún grado de vitalidad las siguientes 9 lenguas: wichí, toba, guaraní, chorote, pilagá, quechua, nivaclé, mocoví y mapuche.

### Situación actual
La situación de habla y de transmisión intergeneracional de las lenguas indígenas con vitalidad en Argentina es la siguiente:
- Lenguas habladas por adultos, jóvenes y niños:
  - wichí (wichí lhämtes) en los pueblos wichí e iogys
  - toba (qomlaqtaq) en el pueblo toba o qom
  - aimara (aymar aru)
  - guaraní (avañe’ẽ):
    - dialecto guaraní chaqueño en sus variantes chiriguana (ava) e isoceña (chané) en los pueblos ava/tupí guaraní y chané
    - dialecto mbyá (mby'a) en el pueblo mbyá guaraní

  - chorote manjuy (iyo'wujwa) en el pueblo chorote
  - pilagá (pitelara laqtaq) en el pueblo pilagá
  - variante sudboliviana (Qullasuyu qhichwa simi) del quechua sureño (urin qhichwa) en los pueblos quechua, kolla, diaguita, chicha, fiscara, kolla atacameño, ocloya, omaguaca, tastil, tilián, toara y atacama
- Lenguas con discontinuidad en la transmisión intergeneracional, habladas por adultos mayores de 40 años:
  - dialecto tapiete (tapiete) del guaraní (avañe’ẽ) en el pueblo tapiete
  - nivaclé (nivaĉle) en el pueblo chulupí o nivaclé
  - mocoví (moqoit la’qaatqa) en el pueblo moqoit o mocoví
  - mapuche (mapudungun) en los pueblos mapuche, ranquel, tehuelche y mapuche tehuelche

El mayor número de hablantes de lenguas indígenas en Argentina, sin embargo, está conformado por población criolla y emigrante de países de la región:
- Lenguas habladas por población criolla:
  - subvariante quichua santiagueño (arhintinap runasimin) del quechua sureño (urin qhichwa)
  - variante guaraní correntino (taragüí ñe'ẽ) del dialecto guaraní criollo (avañe’ẽ)
- Lenguas habladas por población migrante de Bolivia, Paraguay y Perú:
  - quechua (runa simi)
  - aimara (aymar aru)
  - variante guaraní paraguayo (guarani ñe'ẽ) del dialecto guaraní criollo (avañe’ẽ)

Existen además lenguas que han perdido los hablantes fluidos y solo son conservadas parcialmente por unos pocos semihablantes, o se encuentran en procesos de revitalización por las comunidades indígenas sobre la base de lexicones y recuerdos de ancianos:
- - tehuelche (aonek'o ájen)
  - vilela (waqha)
  - chaná (lanték Yaña)
  - yagán (háusi kúta)
  - ona (selk'nam)
  - puelche (gününa yajüch)
  - kunza (likan antay)

De las lenguas muertas de las que se conservan solo algunas pocas palabras, el huarpe y el cacán son objeto de búsqueda y estudio por comunidades indígenas.

## Indigenismo en los siglosXXyXXI

### Indigenismo

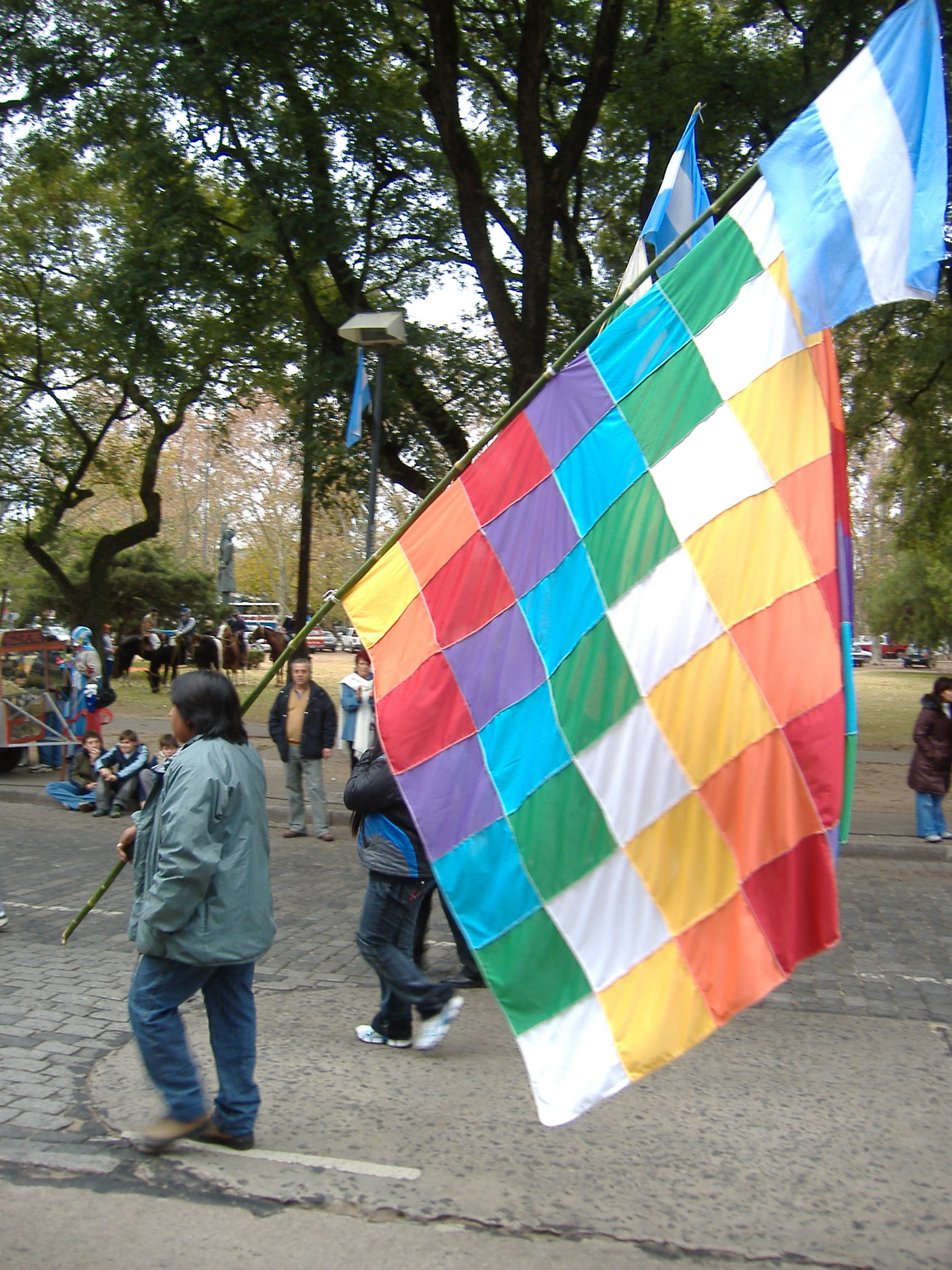
Indígena portando la wiphala junto a una bandera de Argentina

En la década de 1960 tomó fuerza en toda América Latina el movimiento indigenista, teniendo como objetivo prioritario incorporar a la vida nacional de sus países, grandes núcleos de población indígena que habían permanecido al margen de los avances de la vida moderna. La nueva etapa abierta en Argentina con el gobierno de Juan Domingo Perón en 1946, tuvo su correlato en un simbólico malón de la paz kolla, debido a que algunos de sus participantes, impondrían con el correr de los años una nueva perspectiva en las luchas reivindicativas indígenas y sus formas de organización.
Eulogio Frites, integrante de la etnia kolla que había peregrinado hasta Buenos Aires en 1946 junto a su padre, sería designado presidente del Centro Indígena creado hacia 1968. Hacia 1970-1971 se convertiría en Comisión Coordinadora de Institutos Indígenas (CIIRA), la que aspiraba a constituir un congreso deliberativo y revitalizar la conciencia étnica de los aborígenes de Argentina, levantando banderas por la autogestión y contra las prácticas que consideraban genocidio y etnocidio. Estas posiciones más combativas, se habían afirmado en 1969 en los congresos indigenistas de Tartagal y Zapala. Desde entonces se delinearon claramente dos vertientes, la combativa y la burocrática.
En Neuquén desde 1964 se habían creado condiciones para la consolidación de las comunidades mapuches, algunas de las cuales fueron oficialmente reconocidas como propietarias de tierras en reserva, surgiendo una capa de dirigentes indígenas vinculados a los organismos provinciales. En 1970 se constituyó la Confederación Indígena Neuquina, con apoyo del gobierno provincial, terratenientes y fuerzas armadas. Se desplazó a los dirigentes más combativos y la conducción quedó en manos de una burocracia local que respaldaba el gobierno del gobernador Felipe Sapag.
Como reacción, se organizó en 1972 el Primer Parlamento Indígena Nacional, en el que contrariando el control gubernamental se aprovecharon las condiciones existentes para el desarrollo de una tendencia combativa vinculada a la CIIRA. A pesar del abierto boicot de algunos gobiernos provinciales y los delegados neuquinos oficialistas, los combativos provocaron un vuelco en las resoluciones.
Sobre las tierras pidieron prioridad para el indígena en los regímenes de colonización, la ampliación de las reservas existentes y apoyo crediticio para los indígenas. La presión de los combativos condujo a que en las conclusiones de la comisión de tierras, se remarcase la urgencia por obtener títulos de propiedad comunales legalizados que evitase la expropiación o el desalojo por parte de los terratenientes, los gobiernos provinciales o nacional. Se hizo énfasis en la necesidad de una educación bilingüe, la construcción de viviendas, la creación de hospitales en zonas marginales, la exigencia de participación indígena en los organismos oficiales afectados a zonas aborígenes.
Paralelamente, hacia fines de 1969 se había iniciado en la población mataca de Nueva Pompeya (Chaco), una experiencia cooperativa orientada hacia la explotación forestal, que al generar una atmósfera de movilización desembocó en la concreción del Congreso Regional de Cabañaro (1973), donde la reclamación de tierras asumiría nuevamente el rol protagónico. Se reunieron representantes de comunidades tobas y matacas de Chaco y tobas de Formosa, poniéndose la piedra fundamental de la Federación Indígena del Chaco, al unírseles la comunidad mocoví.
Igualmente, se fundó a fines de 1973 la Federación Indígena de Tucumán, con el auspicio de la CIIRA, que rápidamente encontró apoyo en los trabajadores rurales de los valles calchaquíes. Esa entidad desplegó durante 1974 una serie de movilizaciones en demanda de la recuperación de las tierras comunales, enfrentándose abiertamente a las autoridades provinciales, que desencadenaron una violenta represión policial.
En Buenos Aires el Servicio Nacional de Asuntos Indígenas, dependiente del Ministerio de Bienestar Social, se encontraba en manos del sector más derechista del gobierno peronista. Los reiterados intentos de parte de ese sector de manipulación de la CIIRA, condujo a la concreción del Segundo Congreso Indígena Nacional. Como el congreso estaba controlado por la derecha, fue boicoteado por la mayoría de dirigentes indígenas de las comunidades presentes, a impulsos de los miembros de la CIIRA.
La CIIRA se autodisolvió, constituyéndose en su reemplazo la Federación Indígena de la Capital Federal y el Gran Buenos Aires, con el apoyo de indígenas de las villas miserias capitalinas, de federaciones del interior y de sectores estudiantiles y profesionales de la Universidad de Buenos Aires. Uno de sus objetivos era conformar una Confederación Indígena Nacional, que expresara los intereses de las etnias de todo el país y pudiese influir en la elaboración de una política indigenista nacional.
Hacia fines de 1974 las contradicciones internas del gobierno de María Estela Martínez de Perón crearon condiciones para un incremento de la represión a las organizaciones populares. Los dirigentes indígenas más combativos fueron perseguidos y encarcelados, mientras se disolvían sus organizaciones. En 1975 se produjo un repliegue general del movimiento indígena nacional, que afectó inclusive las experiencias cooperativas comunales. Se iniciaron desalojos ilegales de comunidades y despojo fraudulento de sus tierras.
Bajo el Proceso de Reorganización Nacional desde 1976, siendo posibles únicamente las reivindicaciones culturalistas, surgió la Asociación Indígena de la República Argentina (AIRA). Subrayando su carácter apolítico, acusó a partidos y grupos políticos hegemónicos de manipular al movimiento indígena con concepciones hispanistas y economicistas. Sus objetivos eran: 1) respeto por la persona y personalidad cultural india; 2) tierra al indio; 3) personería jurídica para las comunidades; y 4) libre empleo para los indios. La AIRA fue manejada desde sus comienzos por la etnia kolla.
En 1986 ganó la conducción de AIRA una fracción encabezada por Rogelio Guanuco, autodefinida como diaguita-calchaquí para diferenciarse étnicamente, que anteriormente había integrado el Movimiento Indio Nacional Justicialista (MINJU). Guanuco manifestó en 1989, que a diferencia de la fracción anterior no eran sectarios, recibiendo en la AIRA a todos los indígenas que necesitaban ayuda o querían colaborar. Planteaba como base de su gestión a los indios del interior, porque los que habitan en la Capital Federal están integrados a la cultura dominante.
Por su parte, Fausto Durán, secretario general del Movimiento Indio Peronista (MIPRA) manifestó en 1989, que la AIRA ya no servía como organismo porque era irrepresentativo, un sello, aunque contradictoriamente reivindicaba su trayectoria primera de lucha. El mayor error de AIRA sería su rol de organismo multipartidario que se le imprimía, demasiado amplio y poco representativo.

### Preservación y recuperación de la memoria indígena
A través de la historia se ha denunciado reiteradamente la marginación, discriminación e invisibilización de las culturas indígenas. Pese a ello persisten muchas de sus costumbres y valores, han sobrevivido varias de sus lenguas, y existe un movimiento social creciente dedicado a preservar y recuperar la memoria indígena.
Una probable muestra de esta actitud de invisibilización de parte del Estado argentino frente a los indígenas y otros grupos étnicos, se puede encontrar en el sitio web de la oficina de turismo perteneciente al gobierno, donde se anunciaba en 2006, que la población indígena era la mitad de la dada por el organismo oficial de estadísticas y censos de la Nación Argentina (INDEC), que había realizado oficialmente una encuesta indígena complementaria del censo de 2001:

El 95% de los argentinos son de raza blanca, descendientes principalmente de italianos y españoles. Con la llegada de la masiva inmigración europea, el mestizo ―cruce entre blanco e indio― se fue diluyendo poco a poco, y hoy solo supone el 4,5% de la población racial argentina. La población indígena pura -mapuches, collas, tobas, matacos y chiriguanos- representa el 0.5% de los habitantes.

Esta actitud de una invisibilización de los componentes culturales indígenas mediante la desvalorización de su porción en el total de los argentinos, la cual era habitual en el pasado, ha sido desacreditada por estudios de 2005 que indican que la población mestizada en Argentina —con por lo menos un antepasado amerindio— rondaría el 21%. Mientras que otro de 2011 señala que, de la población argentina, el componente conformado por genes amerindios es del orden del 30 %. Estos estudios se presentaron en un marco de una gradual revalorización del componente cultural indígena del país, al igual que el apoyo a la restitución de sus derechos.

### Organización

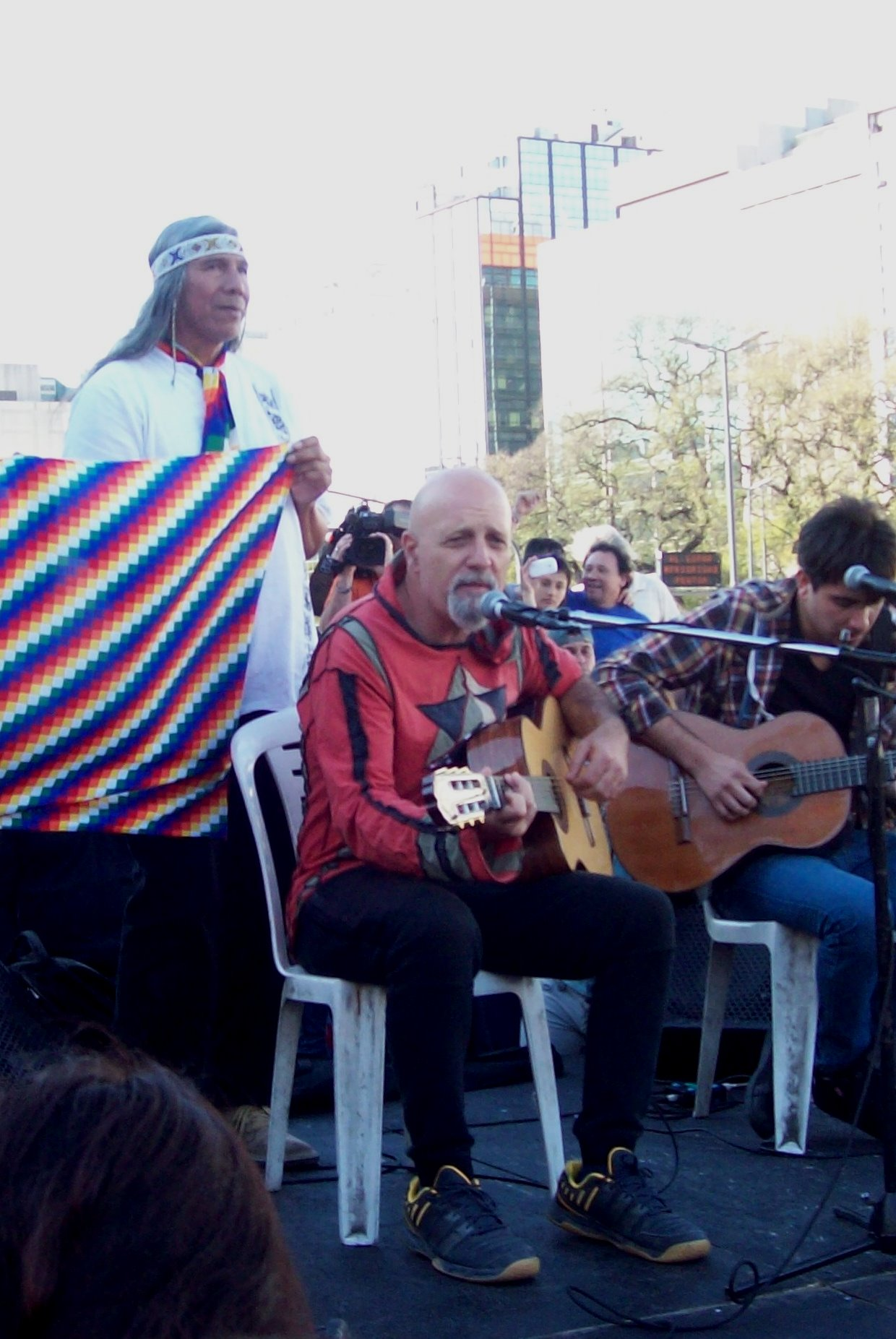
Félix Díaz junto al músico Gustavo Cordera en un concierto que brindó este último para Qopiwini el 1 de septiembre de 2015

Ante la falta de respuestas por parte del gobierno de Formosa, Félix Díaz decidió volver a acampar en la ciudad de Buenos Aires, y al igual que en 2010, se instaló en la intersección de las avenidas 9 de Julio y avenida de Mayo. Tras cinco meses de acampe, se realizó una mesa de diálogo que tuvo poco efecto. Gendarmería Nacional Argentina terminó por desalojarlo de allí. Díaz afirmó que en cuatro años no se cumplieron ninguno de los acuerdos de la mesa de diálogo.
En el 2014 se realizaron reuniones en Las Lomitas el 30 y 31 de mayo, en Bartolomé de Las Casas el 18 y 19 de julio, en Laguna Yema el 14 y 15 de noviembre y en el barrio Nanqom en Formosa capital el 5 y 6 de diciembre. Varias comunidades participaron, entre ellas: Pilagá El Perdido, La Línea, y El Simbolar, Comunidad Wichi de Isla Colón y San Martín, comunidad Qom, Bartolomé de Las Casas, Comunidad Qom Potae Napocna Navogoh, Comunidad Pilagá, Rincón Bomba, Oñaidee, y Laq Fasanyie, comunidad Nivacle Río Muerto, comunidad Wichí, Pozo del Mortero, comunidad Qom, Misión Laishi y Nanqom, Comunidad Wichi de tres Pozos Bazan, Comunidad Qom Misión Tacaglé, Comunidad Wichi Laguna Yema, Rafael Justo, federación Pilagá, comunidad Wichi El Potrillo y comunidad Wichi Las Bolivianas.
Entre el 23 y 24 de enero de 2015 se realizó en el Colorado, comunidad wichí, en la provincia de Formosa, un encuentro en donde se fundó la Organización de los pueblos indígenas Qopiwini Lafwetes, así luego de varias asambleas y tras arduos debates se logró concretar la unidad de todos los pueblos de la provincia de Formosa.

### Representación en los medios de comunicación
Los indígenas tienen una baja representación en los medios de comunicación. Las telenovelas, publicidades y películas latinoamericanas, están acusados de ocultar a los descendientes de indígenas o «negros» para hacer parecer a sus poblaciones como compuestas casi enteramente por «blancos». Los actores indígenas generalmente deben seguir los estereotipos, por lo general en funciones subordinadas y sumisas, como conductores, funcionarios, guardaespaldas, empleadas domésticas, y los pobres en general.

## Normativa internacional

### Convenio sobre pueblos indígenas y tribales en países independientes
El 27 de junio de 1989 fue adoptado por la Organización Internacional del Trabajo el Convenio internacional 169 sobre Pueblos indígenas y tribales en países independientes. Este convenio internacional entró en vigor el 5 de septiembre de 1991 y fue ratificado por Argentina mediante la ley n.º 24071 sancionada el 4 de marzo de 1992 y promulgada el 7 de abril de ese año.
Entre las obligaciones asumidas por el Estado argentino al ratificar el convenio se halla la de consultarles las medidas legislativas y administrativas susceptibles de afectar directamente a los pueblos indígenas.

### Declaración de las Naciones Unidas sobre los derechos de los pueblos indígenas
La resolución 61/295 fue aprobada por la Asamblea General de las Naciones Unidas el 13 de septiembre de 2007 y dispuso entre otros derechos:

Artículo 2
 Los pueblos y los individuos indígenas son libres e iguales a todos los demás pueblos y personas y tienen derecho a no ser objeto de ningún tipo de discriminación en el ejercicio de sus derechos, en particular la fundada en su origen o identidad indígenas.

Artículo 5
 Los pueblos indígenas tienen derecho a conservar y reforzar sus propias instituciones políticas, jurídicas, económicas, sociales y culturales, manteniendo a la vez su derecho a participar plenamente, si lo desean, en la vida política, económica, social y cultural del Estado.

### Declaración americana sobre los derechos de los pueblos indígenas
La resolución AG/RES. 2888 (XLVI-O/16) fue aprobada por la Asamblea General de la Organización de los Estados Americanos el 14 de junio de 2016 y dispuso entre otros derechos:

Artículo 1.2. La autoidentificación como pueblos indígenas será un criterio fundamental para determinar a quienes se aplica la presente Declaración. Los Estados respetarán el derecho a dicha autoidentificación como indígena en forma individual o colectiva, conforme a las prácticas e instituciones propias de cada pueblo indígena.

### Convenio sobre la Diversidad Biológica de Naciones Unidas
El Convenio sobre la Diversidad Biológica fue adoptado por las de Naciones Unidas en 1992 y aprobado por ley n.º 24375, promulgada el 3 de octubre de 1994. En su artículo 8 establece:

j) Con arreglo a su legislación nacional, respetará, preservará y mantendrá los conocimientos, las innovaciones y las prácticas de las comunidades indígenas y locales que entrañen estilos tradicionales de vida pertinentes para la conservación y la utilización sostenible de la diversidad biológica y promoverá su aplicación más amplia, con la aprobación y la participación de quienes posean esos conocimientos, innovaciones y prácticas, y fomentará que los beneficios derivados de la utilización de esos conocimientos, innovaciones y prácticas se compartan equitativamente;

## Reconocimiento constitucional
La Constitución argentina de 1853 establecía en el artículo 67, inciso 15 que correspondía al Congreso Nacional:

Proveer a la seguridad de las fronteras; conservar el trato pacífico con los indios, y promover la conversión de ellos al catolicismo.

Este inciso mantuvo su vigencia hasta la reforma constitucional de 1994 cuando fue remplazado por el artículo 75 inciso 17 que establece que corresponde al Congreso Nacional:

Reconocer la preexistencia étnica y cultural de los pueblos indígenas argentinos. Garantizar el respeto a su identidad y el derecho a una educación bilingüe e intercultural; reconocer la personería jurídica de sus comunidades, y la posesión y propiedad comunitarias de las tierras que tradicionalmente ocupan; y regular la entrega de otras aptas y suficientes para el desarrollo humano; ninguna de ellas será enajenable, transmisible, ni susceptible de gravámenes o embargos. Asegurar su participación en la gestión referida a sus recursos naturales y a los demás intereses que los afectan. Las provincias pueden ejercer concurrentemente estas atribuciones.
Constitución de la Nación Argentina (1994)

La reforma constitucional de 1994 cambió radicalmente la situación de los pueblos indígenas, reconociendo en primer lugar su «preexistencia» a la nación argentina, y de allí su derecho a poseer y tener en «propiedad comunitaria» las tierras ancestrales. El Estado argentino se sumó así al movimiento internacional indigenista que desde la segunda mitad del siglo XX viene exigiendo el reconocimiento de los derechos indígenas, con instrumentos como los convenios 107 (1957) y 169 (1989) sobre Pueblos Indígenas y Tribales de la OIT, así como la Declaración de las Naciones Unidas sobre los derechos de los pueblos indígenas (2007) y la Declaración Americana sobre los Derechos de los Pueblos Indígenas (2016).
Las constituciones provinciales fueron incluyendo cláusulas respecto de los derechos indígenas, algunas de las cuales antes de que lo hiciera la constitución nacional:
- Constitución de Jujuy (desde 1986): art. 50: La Provincia deberá proteger a los aborígenes por medio de una legislación adecuada que conduzca a su integración y progreso económico y social.[70]
- Constitución de Río Negro (desde 1988): art. 42: El Estado reconoce al indígena rionegrino como signo testimonial y de continuidad de la cultura aborigen preexistente, contributiva de la identidad e idiosincrasia provincial...[71]
- Constitución de Formosa (desde 1991): art. 79: La Provincia reconoce al aborigen su identidad étnica y cultural, siempre que con ello no se violen otros derechos reconocidos en esta Constitución...[72]
- Constitución del Neuquén (desde 1994): art. 53: La Provincia reconoce la preexistencia étnica y cultural de los pueblos indígenas neuquinos como parte inescindible de la identidad e idiosincrasia provincial. Garantiza el respeto a su identidad y el derecho a una educación bilingüe e intercultural...[73]
- Constitución del Chubut (desde 1994): art. 34: La Provincia reivindica la existencia de los pueblos indígenas en su territorio, garantizando el respeto a su identidad...[74]
- Constitución de La Pampa (desde 1994): art. 6: La Provincia reconoce la preexistencia étnica y cultural de los pueblos indígenas...[75]
- Constitución del Chaco (desde 1994): art. 37: La Provincia reconoce la preexistencia de los pueblos indígenas, su identidad étnica y cultural...[76]
- Constitución de Buenos Aires (desde 1994): art. 36 inc. 9: La Provincia reivindica la existencia de los pueblos indígenas en su territorio, garantizando el respeto a sus identidades étnicas, el desarrollo de sus culturas y la posesión familiar y comunitaria de las tierras que legítimamente ocupan.[77]
- Constitución de Salta (desde 1998): art. 15: La Provincia reconoce la preexistencia étnica y cultural de los pueblos indígenas que residen en el territorio de Salta...[78]
- Constitución de Tucumán (desde 2006): art. 149: La Provincia reconoce la preexistencia étnico-cultural, la identidad, la espiritualidad y las instituciones de los Pueblos Indígenas que habitan en el territorio provincial...[79]
- Constitución de Corrientes (desde 2007): art. 66: Debe preservarse el derecho de los pobladores originarios, respetando sus formas de organización comunitaria e identidad cultural.[80]
- Constitución de Entre Ríos (desde 2008): art. 33: La Provincia reconoce la preexistencia étnica y cultural de sus pueblos originarios...[81]

## Relación con el Estado nacional desde la leysobre Política Indígena y apoyo a las Comunidades Aborígenes

### Instituto Nacional de Asuntos Indígenas
La ley nacional n.º 23302 sobre Política Indígena y apoyo a las Comunidades Aborígenes fue promulgada el 8 de noviembre de 1985 y creó para su aplicación el Instituto Nacional de Asuntos Indígenas (INAI). Esta ley también reconoció la personería jurídica a las comunidades indígenas radicadas en el país, para lo cual se estableció el Registro Nacional de Comunidades Indígenas (RENACI) por resolución 4811/1996 del INAI.
El INAI quedó integrado por un presidente dependiente del Ministerio de Desarrollo Social (desde diciembre de 2015, del Ministerio de Justicia y Derechos Humanos), un Consejo de Coordinación que incluye representantes elegidos por las comunidades indígenas y un Consejo Asesor técnico. La reglamentación de la ley n.º 23302 se instrumentó por el decreto 155/1989, pero el Consejo Asesor y el Consejo de Coordinación fueron establecidos en 2008, teniendo este 30 representantes indígenas, 14 de los estados provinciales y 6 del Poder Ejecutivo Nacional. Para noviembre de 2013 el Consejo de Coordinación tenía representantes de los 33 pueblos indígenas entonces registrados por el RENACI: mapuche, kolla, guaraní, atacama, wichi, qom, mocoit, diaguita, lule, huarpe, mapuche-tehuelche, tehuelche, kolla-atacameño, mbyá guaraní, comechingón, charrúa, ocloya, omaguaca, tilián, ranquel, chané, chorote, chulupí, tapiete, iogys, tastil. guaicurú, vilela, lule-vilela, sanavirón, tonokoté, ona selk'nam, pilagá.
El 6 de agosto de 2004 (resolución INAI 152/2004) fue creado el Consejo de Participación Indígena (CPI), con la función de actuar como articulador o intermediario entre las comunidades indígenas y el Estado nacional. Durante 2005 se realizaron asambleas comunitarias que eligieron los primeros 80 representantes (un titular y un suplente por pueblo en cada provincia). En junio de 2006 se llevó a cabo el primer Encuentro Nacional del CPI, que creó una Mesa de Coordinación compuesta por 12 de sus miembros. El CPI fue reformulado en 2008 orientando sus funciones hacia tareas de acompañamiento y fortalecimiento de sus comunidades. Para renovar los representantes al CPI durante 2008 y 2009 se realizaron 41 asambleas comunitarias en 17 provincias: Buenos Aires, Chaco, Chubut, Entre Ríos, Jujuy, La Pampa, Mendoza, Salta, San Juan, Santa Cruz, Santa Fe, Santiago del Estero, Tucumán, Neuquén, Tierra del Fuego, Misiones y Río Negro. En la provincia de Formosa los representantes de cada uno de los tres pueblos indígenas registrados en la provincia —wichí, qom y pilagá— son los mismos que se eligen para integrar el directorio del Instituto de Comunidades Aborígenes. El número de representantes pasó a 120 y la Mesa de Coordinación a 25 miembros regionales renovados anualmente. La resolución INAI 737/2014 dispuso que cada pueblo por provincia tuviera 2 representantes, de modo que la totalidad de las comunidades pudieran ser visitadas y atendidas.
Entre 2016 y 2019 se realizaron 32 elecciones en 17 provincias, alcanzando el número de 133 representantes.
El Programa Nacional de Relevamiento Territorial de Comunidades Indígenas fue creado por el INAI para relevar las tierras ocupación actual, tradicional y pública de las comunidades indígenas. Para junio de 2015 se habían relevado 647 comunidades indígenas y 6 999 443 hectáreas, lo que equivalía a un 67% del total estimado. El Registro Nacional de Comunidades Indígenas para entonces había otorgado personería jurídica a 1380 comunidades pertenecientes a los hasta entonces 32 pueblos indígenas registrados por el Estado nacional.

### Comunidades y asociaciones indígenas reconocidas por el INAI
Según la lista en línea actualizada a 23 de febrero de 2024 que el INAI publica en su sitio web, ese organismo público reconoce la existencia de 1878 comunidades indígenas en Argentina, pertenecientes a los 39 pueblos indígenas que a su vez reconoce, El detalle de las comunidades con personería jurídica o con trámite de relevamiento catastral es el siguiente:
- Con personería jurídica inscripta en el Registro Nacional de Comunidades Indígenas: 406
- Con personería jurídica inscripta en los registros provinciales: 693
- Con personería jurídica inscripta en los registros provinciales por convenio con el INAI: 527
- Sin personería jurídica pero con relevamiento catastral culminado: 164
- Sin personería jurídica pero con relevamiento catastral en trámite: 49
- Sin personería jurídica pero con relevamiento catastral iniciado: 36
- Sin datos de personería jurídica o relevamiento catastral: 3

La personería jurídica puede ser tramitada por cada comunidad ante las autoridades nacionales o provinciales, existiendo convenios para ello entre algunas provincias y el INAI. El número total de comunidades indígenas con personería jurídica es de 1626, por trámite de relevamiento catastral se suman otras 249, existiendo además un número indeterminado de otras comunidades indígenas.
En cuanto al tipo de comunidad: 253 son urbanas, 161 son periurbanas, 856 son rurales, 46 son urbanas y rurales y sobre 562 no se consigna el dato.
La mayoría de las comunidades (1794) están registradas como pertenecientes a un pueblo indígena específico. Otras 58 reconocen un origen mixto y se registran con nombres binarios considerándose un único pueblo: mapuche tehuelche (42)/ tehuelche mapuche (1), kolla atacameño (1) y lule vilela (14). Existen además 21 comunidades que agrupan a dos pueblos, 3 a tres pueblos (en ambos casos, los pueblos están separados por guiones en la lista) y 2 consideradas multiétnicas. Los nombres consignados en la lista siguiente son los que figuran en la base de datos del Instituto Nacional de Asuntos Indígenas y entre paréntesis se indica el número de comunidades. El pueblo ava guaraní registra sus comunidades utilizando los nombres guaraní, tupí guaraní y chiriguano. El nombre guaraní es también utilizado por otro grupo en la provincia de Corrientes. El pueblo diaguita registra sus comunidades también como diaguita calchaquí y diaguita cacano. El pueblo mapuche registra algunas comunidades como mapuche pehuenche.
- Buenos Aires: (70 comunidades)
  - Ava guaraní (3)
  - Guaraní (8)
  - Kolla (5)
  - Mapuche (18)
  - Mapuche-rankel (1)
  - Mapuche tehuelche (5)
  - Mbya guaraní (1)
  - Moqoit o mocoví (1)
  - Multiétnica (kolla-qom-otros) (1)
  - Multiétnica (diaguita-kolla-quechua-guaraní-mapuche-qom-otros) (1)
  - Qom o toba (16)
  - Quechua (2)
  - Tonokoté (1)
  - Tupí guaraní (7)
- Catamarca: (11 comunidades)
  - Diaguita (7)
  - Diaguita calchaquí (3)
  - Kolla atacameño (1)
- Chaco: (122 comunidades)
  - Moqoit o mocoví (16)
  - Qom o toba (83)
  - Wichí (23)
- Chubut: (113 comunidades)
  - Günün a küna (1)
  - Mapuche (70)
  - Mapuche tehuelche (30)
  - Tehuelche (11)
  - Tehuelche mapuche (1)
- Córdoba: (14 comunidades)
  - Comechingón (11)
  - Comechingón-sanavirón (1)
  - Kolla (1)
  - Ranquel (1)
- Corrientes: (4 comunidades)
  - Guaraní (4)
- Entre Ríos: (3 comunidades)
  - Charrúa (3)
- Formosa: (160 comunidades)
  - Pilagá (26)
  - Qom o toba (65)
  - Qom o toba-pilagá-wichí (1)
  - Wichí (68)
- Jujuy: (298 comunidades)
  - Atacama (10)
  - Ava guaraní (5)
  - Chané (1)
  - Chicha (1)
  - Chulupí o nivaclé-omaguaca (1)
  - Fiscara (2)
  - Guaraní (44)
  - Kolla (149)
  - Kolla-guaraní (1)
  - Ocloya (10)
  - Omaguaca (46)
  - Qom o toba (1)
  - Quechua (21)
  - Tilián (4)
  - Toara (1)
  - Tupí guaraní (1)
- La Pampa: (19 comunidades)
  - Mapuche (1)
  - Ranquel (17)
  - Ranquel-mapuche (1)
- La Rioja: (1 comunidad)
  - Diaguita (1)
- Mendoza: (35 comunidades)
  - Huarpe (15)
  - Kolla (1)
  - Mapuche (15)
  - Mapuche pehuenche (3)
  - Ranquel (1)
- Misiones: (126 comunidades)
  - Mbya guaraní (126)
- Neuquén: (57 comunidades)
  - Mapuche (56)
  - Tehuelche (1)
- Río Negro: (108 comunidades)
  - Mapuche (104)
  - Mapuche tehuelche (3)
  - Tehuelche (1)
- Salta: (521 comunidades)
  - Atacama (9)
  - Ava guaraní (23)
  - Chané (5)
  - Chané-guaraní (1)
  - Chorote (25)
  - Chorote-wichí (1)
  - Chulupí o nivaclé (2)
  - Diaguita (2)
  - Diaguita calchaquí (36)
  - Diaguita calchaquí-wichí-lule (1)
  - Guaraní (80)
  - Guaraní-chané (1)
  - Iogys (3)
  - Kolla (90)
  - Kolla-guaraní (1)
  - Kolla-wichí-guaraní (1)
  - Lule (1)
  - Qom o toba (18)
  - Tapiete (3)
  - Tastil (12)
  - Tupí guaraní (5)
  - Wichí (192)
  - Wichí-chiriguano (1)
  - Wichí-chorote (1)
  - Wichí-guaraní (6)
  - Wichí-qom o toba (1)
- San Juan: (13 comunidades)
  - Diaguita (3)
  - Huarpe (10)
- San Luis: (3 comunidades)
  - Huarpe (1)
  - Ranquel (2)
- Santa Cruz: (10 comunidades)
  - Mapuche (3)
  - Mapuche tehuelche (4)
  - Tehuelche (3)
- Santa Fe: (67 comunidades)
  - Corundí (1)
  - Diaguita (1)
  - Kolla (3)
  - Mapuche (1)
  - Moqoit o mocoví (45)
  - Moqoit o mocoví-qom o toba (2)
  - Qom o toba (13)
  - Qom o toba-moqoit o mocoví (1)
- Santiago del Estero: (103 comunidades)
  - Diaguita o cacano (30)
  - Guaycurú (3)
  - Lule vilela (14)
  - Sanavirón (1)
  - Tonokoté (46)
  - Vilela (9)
- Tierra del Fuego: (2 comunidades)
  - Selk'Nam u ona (1)
  - Yagán (1)
- Tucumán: (18 comunidades)
  - Diaguita (8)
  - Diaguita calchaquí (9)
  - Lule (1)

Existen además comunidades y asociaciones que por diversos motivos no han tramitado su inscripción de personería jurídica ni tampoco iniciaron el trámite ante el Programa Nacional Relevamiento Territorial de Comunidades Indígenas. Según el Mapa de pueblos naciones originarias publicado el 24 de junio de 2015 por el Encuentro Nacional de Organizaciones Territoriales de Pueblos Originarios (ENOTPO), existirían en proceso de organización o dispersas, comunidades de los pueblos: charrúa (en Santa Fe), diaguita (en San Luis), mbyá guaraní (en Corrientes), abipón (en Santa Fe), querandí (en Buenos Aires), tehuelche (en La Pampa) y weenhayek (en Salta).

### Pueblos indígenas que cuentan con comunidades registradas o relevamiento catastral
Según los mapas en línea elaborados por el Área de Georreferenciamiento del Re.Te.CI actualizados a diciembre de 2023, los pueblos indígenas que cuentan con comunidades registradas en el ámbito nacional o provincial o relevadas, son 39.
Lista alfabética de los 39 pueblos indígenas registrados por el INAI, según los nombres empleados por este organismo (entre paréntesis el número total de comunidades, incluyendo las mixtas, y las provincias en que se encuentran):
1. Atacama (19: 10 en Jujuy y 9 Salta): también conocido como apatama y en Chile como atacameño. Denominan a su nación como lickan-antay y hasta fines del siglo XX se los incluía en el conjunto kolla. No conservan su lengua kunza, aunque en Chile hay intentos de restablecerla sobre la base de lexicones y de recuerdos de ancianos.
2. Chané (8: 1 en Jujuy y 7 Salta [2 mixtas]): es parte del pueblo guaraní que emigró desde Bolivia, en donde se separó del grupo izoceño. En Argentina los chanés se diferencian de los ava guaraníes enfatizando su herencia mixta arahuaca-guaraní. Conservan un dialecto del guaraní occidental argentino.
3. Charrúa (3 en Entre Ríos): pueblo muy mixogenizado y aculturado que vive también en Uruguay y Brasil. Se encuentran entre los charrúas algunos individuos que reconocen su ascendencia chaná y minuana. No conservan sus lenguas charrúas, aunque existe un semihablante del idioma chaná.
4. Chicha (1 en Jujuy): pueblo que se encuentra en proceso de diferenciación del conjunto kolla y que habita también en Bolivia. El 12 de abril de 2017 la Secretaría de Pueblos Indígenas de la provincia de Jujuy resolvió reconocer a una comunidad hasta entonces kolla como chicha.[95] No conservan su lengua original del grupo kunza, pero entre ellos se habla el quechua sureño.
5. Chorote (27 en Salta [2 mixtas]): también conocido como pueblo yofuasha, yofwaja y más recientemente como lumnana. Sin constituirse en pueblos distintos se distinguen por sus dialectos del idioma chorote —casi ininteligibles entre sí—, los manjuy o iyo'wujwa y los eclenjuy o iyojwa'ja. Ambos grupos están fusionados en gran medida. Habitan también en Paraguay y en Bolivia.
6. Chulupí o nivaclé (3: 2 en Salta y 1 mixta en Jujuy): sin constituir pueblos distintos se distinguen por los dos dialectos del idioma chulupí —que conservan—, la gente del río o tovoc lhavos y la gente del monte o yita’ lhavos. Estos últimos viven en Paraguay.
7. Comechingón (12 en Córdoba [1 mixta]): pueblo muy mixogenizado y aculturado. No conserva sus antiguas lenguas henia y kamiare. El censo 2022 registro personas que se autorreconocieron como michilingües, una parcialidad kamiare.
8. Corundí (1 en Santa Fe): son familias reunidas por un cacicazgo, descendientes del antiguo pueblo coronda. Fueron registradas como comunidad y pueblo por la provincia de Santa Fe. No conservan su antigua lengua.
9. Diaguita (101): pueblo en parte mixogenizado y aculturado. La ECPI 2004-2005 registró también algunos descendientes de abaucanes, olongastas, pituiles y pulares, que en el pasado estaban incluidos en el conjunto diaguita o pazioca. No conservan su antigua lengua cacán, de la cual solo se conocen pocas palabras. Se encuentran también en Chile en proceso de recuperación. Registra sus comunidades como:
  - Diaguita (22: 7 en Catamarca, 1 en La Rioja, 2 en Salta, 3 en San Juan, 1 en Santa Fe, 8 en Tucumán y 1 multiétnica en Buenos Aires);
  - Diaguita cacano (30 en Santiago del Estero);
  - Diaguita calchaquí (49: 3 en Catamarca, 37 en Salta [1 mixta] y 9 en Tucumán): que son los que viven en los valles calchaquíes.
10. Fiscara (2 en Jujuy): también conocido como tilcara, es un pueblo que se encuentra en un reciente proceso de diferenciación del conjunto kolla. No conservan su antigua lengua.
11. Guaraní (193): es un nombre genérico adoptado por algunas comunidades de la nación guaraní. También referido como chaguanco, es un pueblo que emigró desde Bolivia a partir del siglo XX, en donde se autodenomina como guaraní y se subdivide en tres grupos: ava, simba e izoceño. En Argentina este último dio origen al pueblo chané. Los simbas se distinguen culturalmente de los avas porque los primeros tienen más apego a las tradiciones guaraníes. En Paraguay se lo llama guaraní occidental. En parte conservan su lengua tupí-guaraní, llamada guaraní occidental argentino u oriental boliviano. Sus comunidades e individuos utilizan indistintamente las autodenominaciones:
  - Ava guaraní (31: 3 en Buenos Aires, 5 en Jujuy y 23 en Salta);
  - Chiriguano (1 mixta en Salta)
  - Tupí guaraní (13: 7 en Buenos Aires, 1 en Jujuy y 5 en Salta);
  - Guaraní (148: 9 en Buenos Aires [1 multiétnica], 4 en Corrientes, 45 en Jujuy [1 mixta] y 90 en Salta [10 mixtas]): en Corrientes existen 4 comunidades de descendientes mixogenizados de guaraníes de las misiones jesuitas que han adoptado esta denominación sin formar parte del conjunto ava. Entre ellos y entre muchos criollos de la provincia de Corrientes se conserva el idioma guaraní correntino o taragüí ñe'ẽ. La ECPI 2004-2005 registró también algunos descendientes de tapes sin formar comunidades. El nombre guaraní también ha sido adoptado por comunidades emigradas al Gran Buenos Aires, integradas por familias de diferentes ramas de la nación guaraní. En estas comunidades hay avas guaraníes,[96] inmigrantes y argentinos de ascendencia paraguaya, mbya guaraníes y descendientes de guaraníes de las misiones jesuitas.[97] El dialecto paraguayo del guaraní y su pidgin llamado yopará son conservados también por emigrados de Paraguay en Argentina.
12. Guaycurú (3 en Santiago del Estero): es un pueblo chaquense que adoptó el nombre genérico de los pueblos guaicurúes diferenciándose de sus vecinos mocovíes. No conserva su antigua lengua.
13. Huarpe (26: 15 en Mendoza, 10 en San Juan y 1 en San Luis): es un pueblo muy mixogenizado y aculturado. No conserva sus lenguas originales allentiac y millcayac.
14. Iogys (3 en Salta): también conocido como yojwis. Son un grupo del pueblo wichí del área del río Itiyuro que decidió constituirse diferenciadamente por motivos de orden político, siendo reconocidos en 2013. Conservan una variante del idioma wichí lhamtés.
15. Kolla (257: 7 en Buenos Aires [2 multiétnicas], 1 en Córdoba, 150 en Jujuy [1 mixta], 1 en Mendoza, 92 en Salta [2 mixtas] y 3 en Santa Fe): es un conjunto culturalmente homogéneo de pueblos andinos que adoptaron el nombre común de collas, pero que en las últimas décadas del siglo XX para diferenciarse de los collas o aimaras de Bolivia comenzó a autodenominarse kolla. En épocas recientes se produjo un proceso de diferenciación entre algunos de sus componentes, resurgiendo como pueblos separados el atacama, el ocloya, el omaguaca, el tilián, el tastil, el fiscara, el toara, el quechua y el chicha. Los maimaras se autorreconocieron por separado en los censos 2001 y 2010, pero aun se agrupan entre las comunidades kollas y fiscaras. Algunas personas integradas en el conjunto kolla se autorreconocieron en el censo 2022 como descendientes de los pueblos churumata y jujuí. No conservan sus lenguas originales preincaicas, pero algunos de ellos hablan el quechua sureño. Entre los kollas hay grupos aimaras que son emigrados bolivianos o descendientes de ellos, algunos de los cuales se integraron en comunidades con kollas y atacamas y conservan su idioma aimara.
16. Kolla atacameño (1 en Catamarca): es el nombre adoptado por el pueblo de ascendencia mixta de kollas y atacamas en el área del salar de Antofalla.[98] No conservan sus lenguas originales.
17. Lule (3: 2 en Salta [1 mixta] y 1 en Tucumán): pueblo muy mixogenizado y aculturado que no conserva su lengua original.
18. Lule vilela (14 en Santiago del Estero): pueblo que reconoce su ascendencia mixta de lules y vilelas. No conservan sus antiguas lenguas.
19. Mapuche (274): es el pueblo indígena más numeroso de Argentina y de Chile. Conservan su lengua mapudungún con 3 dialectos en Argentina: nguluche o moluche, pehuenche y huilliche. Sin formar pueblos aparte, en Neuquén territorialmente se diferencian los lafquenches, pehuenches, huilliches y picunches. Sus comunidades utilizan las autodenominaciones:
  - Mapuche (271: 20 en Buenos Aires [1 mixta y 1 multiétnica], 70 en Chubut, 2 en La Pampa [1 mixta], 15 en Mendoza, 56 en Neuquén, 104 en Río Negro, 3 en Santa Cruz y 1 en Santa Fe);
  - Mapuche pehuenche (3 en Mendoza): nombre adoptado por comunidades de ascendencia mixta de mapuches y del antiguo pueblo pehuenche, aunque se siguen autorreconociendo como integrantes del pueblo mapuche.[99]
20. Mapuche tehuelche (43): es el nombre adoptado por el pueblo de ascendencia mixta de mapuches y de tehuelches aonikén.[100] Conservan la lengua mapudungún, pero el idioma aonikenk está prácticamente extinguido entre ellos. El nombre también es usado en la provincia de Buenos Aires por comunidades de ascendencia mixta de mapuches y de tehuelches günün a künna (también llamados puelches, pampas o serranos), que en parte conservan el mapudungún, pero no el idioma gününa këna, del que solo hay lexicones. Sus comunidades utilizan las autodenominaciones:
  - Mapuche tehuelche (42: 5 en Buenos Aires, 30 en Chubut, 3 en Río Negro y 4 en Santa Cruz);
  - Tehuelche mapuche (1 en Chubut).
21. Mbya guaraní (127: 1 en Buenos Aires y 126 en Misiones): pueblo extendido también por Paraguay y Brasil que forma parte de la nación guaraní y conserva su idioma mbyá. En sus comunidades conviven pequeños grupos chiripás o avá guaraníes del Paraguay y paí tavyterás o cainguás, cuyas poblaciones principales están en Paraguay.
22. Moqoit o mocoví (65: 1 en Buenos Aires, 16 en Chaco y 48 en Santa Fe [3 mixtas]): pueblo guaicurú que conserva su idioma moqoit la’qaatqa.
23. Ocloya (10 en Jujuy): pueblo separado del conjunto kolla. No conserva su lengua original, aunque algunos hablan en quechua.
24. Omaguaca (47 en Jujuy [1 mixta]): pueblo separado del conjunto kolla. No conserva su lengua original, aunque algunos hablan en quechua.
25. Pilagá (27 en Formosa [1 mixta]): pueblo guaicurú que conserva su idioma pilagá en dos dialectos: del oeste y del sur.
26. Qom o toba (203: 18 en Buenos Aires [2 multiétnicas], 83 en Chaco, 66 en Formosa [1 mixta], 1 en Jujuy, 19 en Salta [1 mixta] y 16 en Santa Fe [3 mixtas]): pueblo guaicurú que conserva su idioma qom l'aqtac en dos dialectos: del sudeste y del norte. Está presente también en Bolivia y Paraguay.
27. Quechua (24: 3 en Buenos Aires [1 multiétnica] y 21 en Jujuy): nombre genérico adoptado por comunidades de Jujuy separadas del conjunto kolla y que conservan en parte el idioma quechua sureño. La ECPI 2004-2005 registró también algunas personas que se reconocieron como descendientes de incas. Lenguas quechuas son también habladas por quechuas emigrados de Bolivia y Perú.
28. Ranquel (23: 1 mixta en Buenos Aires (rankel), 1 en Córdoba, 18 en La Pampa [1 mixta], 1 en Mendoza y 2 en San Luis): también llamado rankulche o rankel, denomina a su nación como mamulche. Muy mixogenizados con los mapuches, conservan una variante del mapudungún huilliche.
29. Sanavirón (2: 1 en Santiago del Estero y 1 mixta en Córdoba): pueblo muy mixogenizado y aculturado. No conservan su antigua lengua.
30. Selk'Nam u ona (1 en Tierra del Fuego): pueblo muy mixogenizado y aculturado. Entre los onas o selknam existen algunos individuos que se identifican como haush o maneken. Su idioma selk'nam está en grave peligro de desaparición y solo es conservado por semihablantes en Chile.
31. Tapiete (3 en Salta): pueblo chaqueño de lengua tupí-guaraní emigrado desde Bolivia en el siglo XX. En Paraguay se los denomina guaraníes ñandevas. Conservan el dialecto tapiete del guaraní occidental argentino.
32. Tastil (12 en Salta): pueblo separado del conjunto kolla. No conserva su lengua original cacán, pero algunos individuos conocen el quechua sureño.
33. Tehuelche (17): su idioma aonikenk está en grave peligro de desaparición. Dentro de este pueblo se encuentran también otros individuos del complejo tehuelche, como los günün a küna. Sus comunidades utilizan las autodenominaciones:
  - Günün a küna (1 en Chubut): también denominado serrano, gennakenk, puelche o pampa. Su idioma (gününa këna) se extinguió hacia 1960, aunque fue recopilado antes;
  - Tehuelche (17: 11 en Chubut, 1 en Neuquén, 1 en Río Negro y 3 en Santa Cruz): también llamado aonikén, aónik'enk o patagón.
34. Tilián (4 en Jujuy): pueblo separado del conjunto kolla. No conserva su lengua original, aunque algunos hablan en quechua.
35. Toara (1 en Jujuy): pueblo separado del conjunto kolla que forma la comunidad de Tabladitas. No conserva su lengua original, aunque algunos hablan en quechua.
36. Tonokoté (47: 1 en Buenos Aires y 46 en Santiago del Estero): también llamado tonocoté o surita. No conserva su lengua original, pero algunos individuos utilizan el quichua santiagueño que también hablan muchos criollos de la provincia de Santiago del Estero.
37. Vilela (9 en Santiago del Estero): pueblo chaquense. En la provincia del Chaco se conforma con familias aisladas o que viven en comunidades tobas o mocovíes. El idioma vilela está en grave peligro de desaparición y solo es conservado por semihablantes.
38. Wichí (296: 23 en Chaco, 69 en Formosa [1 mixta] y 204 en Salta [12 mixtas]): también conocido como wichi o mataco, viven también en Bolivia y Paraguay. Sin constituir pueblos distintos se distinguen por los numerosos dialectos de su idioma wichí lhamtés, de los cuales los principales son los güisnayes (o abajeños del Pilcomayo), los vejoces (o arribeños del Bermejo), los abajeños del Bermejo (o del Teuco) y los weenhayek (noctenes o arribeños del Pilcomayo). Estos últimos son los wichís de Bolivia, existiendo un grupo en la zona de Tartagal que se mantiene sin diferenciarse del pueblo wichí.
39. Yagán (1 en Tierra del Fuego): también conocido como yagan, yámana o shagán. Existen unos pocos descendientes mixogenizados que formaron una comunidad en Ushuaia,[101] cuya personería jurídica fue inscripta por el INAI el 22 de febrero de 2021.[102] No conservan su idioma yagán, aunque existe una hablante en Chile y un diccionario del siglo XIX con unas 32 000 entradas.

La migración intra Argentina de familias indígenas ha formado 54 comunidades en aglomerados urbanos que se encuentran fuera de las provincias tradicionales de poblamiento de los pueblos indígenas a los que pertenecen. 
- Provincia de Buenos Aires (45 y 2 multiétnicas):
  - Gran Buenos Aires (34 y 2 multiétnicas): kolla (5), mbya guaraní (1), qom o toba (8), quechua (2), tonokoté (1) y del pueblo guaraní (17): ava guaraní (2), guaraní (8) y tupí guaraní (7). Las 2 comunidades multiétnicas están conformadas por los pueblos: diaguita, kolla, quechua, guaraní, mapuche, qom y otros (ubicada en el partido de La Matanza); y kolla, qom y otros (ubicada en el partido de Tigre).
  - Gran La Plata (9): guaraní (1 ava guaraní), kolla (1), qom o toba (6) y moqoit o mocoví (1).
  - San Nicolás de los Arroyos: (1): qom o toba (1).
  - San Pedro: (1): qom o toba (1).
- Provincia de Córdoba (1):
  - Gran Córdoba (1): kolla (1).
- Provincia de Mendoza (1):
  - Gran Mendoza (1): kolla (1).
- Provincia de Santa Fe (5):
  - Firmat: (1): kolla (1).
  - Gran Rosario: (3): kolla (2) y mapuche (1).
  - Gran Santa Fe: (1): diaguita (1).

En los censos poblacionales se registraron descendientes de algunos pueblos que aún no se han organizado en comunidades ni asociaciones o que no han sido registradas ni relevadas:
- Abipón o avipón: hay familias mixogenizadas viviendo entre los mocovíes de Santa Fe. No conservan su lengua, aunque existen lexicones del idioma abipón. En el censo 2022 se autorreconocieron 817 personas como descendientes de avipones.
- Querandí: pueblo que desapareció al comienzo de la era colonial, sin embargo, la ECPI 2004-2005 registró algunos individuos muy mixogenizados que se autoreconocieron como sus descendientes. No conservan su lengua original. En el censo 2022 se autorreconocieron 964 personas como descendientes de querandíes.

Otras personas se autorreconocieron en el censo 2022 como descendientes de los siguientes pueblos: guarayo, chono o wayteka, mak'a, alakaluf o kawésqar y ansilta.

### Reconocimiento de la propiedad comunitaria indígena
Históricamente los indígenas siempre fueron acusados de “usurpadores” de las tierras que ocupan por no acreditar ningún título ni reconocimiento por parte del Estado. Con la promulgación de ley n.º 26160 el 23 de noviembre de 2006 se dispuso:

Art. 1°. Declárase la emergencia en materia de posesión y propiedad de las tierras que tradicionalmente ocupan las comunidades indígenas originarias del país, cuya personería jurídica haya sido inscripta en el Registro Nacional de Comunidades Indígenas u organismo provincial competente o aquellas preexistentes, por el término de 4 (cuatro) años.
Art. 2°. Suspéndase por el plazo de la emergencia declarada, la ejecución de sentencias, actos procesales o administrativos, cuyo objeto sea el desalojo o desocupación de las tierras contempladas en el artículo 1º.
La posesión debe ser actual, tradicional, pública y encontrarse fehacientemente acreditada.

Las tierras sujetas a la normativa son aquellas que al momento de promulgarse la ley estaban ocupadas por comunidades indígenas (posesión actual), con signos tradicionales indígenas materiales y simbólicos reconocibles según sus pautas culturales (posesión tradicional), y reconocidas por terceros (posesión pública). No se incluyen las tierras reclamadas como ancestrales si no están ocupadas de manera actual, tradicional y pública.
Si bien el Estado nacional había sancionado la ley n.º 24071 ratificatoria del Convenio n.º 169 de la OIT en 1992 y realizado el depósito de la misma el 3 de julio de 2000, recién el 25 de octubre de 2007 se dispuso el relevamiento de todas las tierras de ocupación actual, tradicional y pública de las comunidades indígenas, por medio del Programa Nacional Relevamiento Territorial de Comunidades Indígenas con la intervención del Ministerio de Desarrollo Social y del Instituto Nacional de Asuntos Indígenas dando así efectivo cumplimiento a lo dispuesto en el art. 14.2 del Convenio que obliga a los gobiernos a: tomar las medidas que sean necesarias para determinar las tierras que los pueblos interesados ocupan tradicionalmente y garantizar la protección efectiva de sus derechos de propiedad y posesión. El relevamiento territorial es un primer paso en el reconocimiento del Estado -si corresponde- sobre las tierras que ocupan las comunidades indígenas de manera actual, tradicional y pública, pero no es una mensura ni otorga título de propiedad.
La República Argentina sancionó una nueva legislación de fondo y codificó las normas civiles y comerciales, que hasta ese momento se encontraban separadas en el Código Civil y en el Código Comercial, reuniendo a ambas legislaciones en un nuevo y único código denominado Código Civil y Comercial de la República Argentina, con la ley n.º 26994 promulgada el 8 de octubre de 2014. El código hace mención a los derechos de los pueblos indígenas y sus comunidades en el artículo 18 y les son aplicables también los artículos 14, 225 y 240. El Código Civil y Comercial de la República Argentina repara una omisión histórica: el reconocimiento de la propiedad comunitaria indígena.

ARTICULO 18.- Derechos de las comunidades indígenas. Las comunidades indígenas registradas tienen derecho a la posesión y propiedad comunitaria de las tierras que tradicionalmente ocupan y de aquellas otras aptas y suficientes para el desarrollo humano según lo establezca la ley, de conformidad con lo dispuesto por el artículo 75 inciso 17 de la Constitución Nacional.

En el marco de esa normativa al 1 de agosto de 2015 se llevaban demarcadas 6 600 000 hectáreas correspondientes a 653 comunidades indígenas de 21 provincias, según estadísticas del Programa de Relevamiento Territorial de Comunidades Indígenas del INAI. A esta actividad del Estado, realizada con participación indígena, se debe sumar también la regularización dominial de 2 400 000 hectáreas en las provincias de Jujuy, Mendoza, Chaco y Salta, realizada a través de programas provinciales y leyes expropiatorias. El nuevo Código permitirá transformar la posesión indígena demarcada en estos años, ya que en su artículo 18 prevé la sanción de una ley especial, que regulará el alcance y la instrumentación de la propiedad comunitaria, con su correspondiente titulación. En el marco del proceso de implementación de la ley n.º 26160, el nuevo código expresa en el art. 18 el derecho de las comunidades indígenas —registradas por el Estado— a la posesión y a la propiedad comunitaria de las tierras que actualmente ocupan y de aquellas otras aptas y suficientes para el desarrollo humano según lo establezca la ley, de conformidad con lo dispuesto por el artículo 75 inciso 17 de la Constitución Nacional Argentina.
En septiembre de 2017 el INAI envió un informe al Senado de la Nación Argentina señalando que existen en el país unas 1600 comunidades indígenas identificadas, de las cuales 1417 cuentan con personería jurídica. Un total de 824 de esas comunidades iniciaron los trámites para reclamar como territorios de ocupación tradicional un total de 8 414 124 hectáreas, lo que representa un 3% del territorio nacional. De esas comunidades 423 culminaron el relevamiento territorial del Programa de Relevamiento Territorial de Comunidades Indígenas.
Debido a que el relevamiento territorial de las comunidades indígenas no pudo finalizarse en el término previsto de 4 años, la emergencia en materia de posesión y propiedad de las tierras debió ser prorrogada sucesivamente por otros 4 años por las leyes: 26554, 26894 y 27400, promulgadas respectivamente el 9 de diciembre de 2009, el 16 de octubre de 2013 y el 23 de noviembre de 2017.

### Derechos reconocidos en la ley sobre Política Indígena y apoyo a las Comunidades Aborígenes
La ley de apoyo a las comunidades indígenas, Ley 23302, tiene como finalidad:
- Garantizar el acceso a la tierra.
- Respetar su cultura en los planes de enseñanza y en la protección de su salud.
- Que puedan participar en forma plena en la vida social, económica y cultural de la Nación respetando sus propios valores.
- Preservar el patrimonio cultural.

La adjudicación de tierras a las comunidades indígenas es darles tierras suficientes para que puedan explotarlas de acuerdo a sus propias necesidades y esta entrega de tierras se considera el primer deber del Estado hacia las comunidades indígenas, que para recibirlas deben tener personería jurídica y no deben pagar ni por la entrega ni por el uso de las tierras, ni pagan impuestos ni gastos de ningún tipo dentro de todo el territorio de la República Argentina. Las tierras deben darse en el lugar donde la comunidad se encuentra, incluso se puede entregar tierras a un indígena que no está integrado en una comunidad, y se va a preferir al indígena que forme parte de un grupo familiar. La persona que recibe las tierras tiene la obligación de vivir en ellas y trabajarlas en comunidad o con el grupo familiar, no puede vendarlas ni alquilarlas, ni subdividirlas salvo que esté autorizado por el Estado, ni abandonarlas pues si lo hace pierde todos los derechos sobre las tierras.
Las leyes argentinas reconocen ciertos derechos a las comunidades indígenas, entre ellos el de salud, con planes que atiendan su recuperación física y psíquica con hospitales móviles para la atención de los aborígenes que se encuentren aislados, aplicación de la medicina tradicional indígena siempre que no sea contraria a los planes sanitarios de la Nación, distribución de los medicamentos que necesiten en forma gratuita y en caso de que se quiera realizar un estudio científico a cualquier comunidad indígena, la comunidad debe ser consultada y prestar su consentimiento.

### Educación bilingüe
La ley de Educación Nacional n.º 26206 promulgada el 27 de diciembre de 2006 establece:

ARTICULO 11. — Los fines y objetivos de la política educativa nacional son:(...)
ñ) Asegurar a los pueblos indígenas el respeto a su lengua y a su identidad cultural, promoviendo la valoración de la multiculturalidad en la formación de todos/as los/as educandos/as.

En el capítulo XI establece la educación intercultural bilingüe:

ARTICULO 52. — La Educación Intercultural Bilingüe es la modalidad del sistema educativo de los niveles de Educación Inicial, Primaria y Secundaria que garantiza el derecho constitucional de los pueblos indígenas, conforme al artículo 75 inciso 17 de la Constitución Nacional, a recibir una educación que contribuya a preservar y fortalecer sus pautas culturales, su lengua, su cosmovisión e identidad étnica; a desempeñarse activamente en un mundo multicultural y a mejorar su calidad de vida. Asimismo, la Educación Intercultural Bilingüe promueve un diálogo mutuamente enriquecedor de conocimientos y valores entre los pueblos indígenas y poblaciones étnica, lingüística y culturalmente diferentes, y propicia el reconocimiento y el respeto hacia tales diferencias.

Los planes y servicios deben brindarse donde las comunidades se encuentran, la educación primaria debe tener dos ciclos: los 3 primeros años en la lengua indígena materna y el idioma nacional como una materia especial; los demás años, debe ser bilingüe y se deben enseñar las técnicas modernas para el cultivo de las tierras, para la industrialización de sus productos y la difusión de sus artesanías.

### Restitución de restos mortales
La ley n.° 25517 sancionada el 21 de noviembre de 2001 y promulgada de hecho el 14 de diciembre de 2001 -y su decreto reglamentario n.° 701/2010- dispuso:

ARTICULO 1º — Los restos mortales de aborígenes, cualquiera fuera su característica étnica, que formen parte de museos y/o colecciones públicas o privadas, deberán ser puestos a disposición de los pueblos indígenas y/o comunidades de pertenencia que lo reclamen.

Desde entonces el Museo de La Plata restituyó los restos de 32 indígenas, entre ellos el cacique tehuelche Inacayal y el cacique ranquel Mariano Rosas.

## Organismos oficiales provinciales
Algunas provincias de Argentina establecieron organismos provinciales para aplicar sus políticas relacionadas con los indígenas:
- Buenos Aires: Registro Provincial de Comunidades Indígenas (creado el 22 de diciembre de 2004).[115] El Consejo Provincial de Asuntos Indígenas fue creado en 2007 y está integrado por cuatro funcionarios del Estado provincial y el Consejo Indígena de la provincia de Buenos Aires (CIBA) creado en 2006 (compuesto por dos representantes por cada pueblo indígena que posea al menos tres comunidades en el territorio de la provincia de Buenos Aires inscriptas en el Registro Provincial de Comunidades Indígenas o en el Registro Nacional de Comunidades Indígenas, y hasta un máximo de ocho). Los pueblos mapuche-tehuelche, kolla, qom y guaraní, cuentan cada uno con dos representantes elegidos en asamblea de las máximas autoridades comunitarias.[116]
- Chaco: la Comisión Honoraria del Aborigen fue creada 19 de octubre de 1956 y la Dirección del Aborigen el 10 de diciembre de 1956. Ambas fueron suplantadas por el Instituto del Aborigen Chaqueño (IDACH), que es un ente autárquico creado el 28 de mayo de 1963 y cuya sede se encuentra en la Colonia Aborigen Chaco del departamento Veinticinco de Mayo. El directorio del IDACH está constituido por un presidente y dos vocales titulares y dos suplentes de cada etnia, elegidos democráticamente por cada etnia. El decreto 2749/87 establece: Entiendase como nativos de la provincia a las etnias tobas, matacos o wichi y mocovi, que habitan el territorio provincial desde tiempo inmemorial.[117]
- Chubut: el 22 de diciembre de 1988 fue creada la Comisión Provincial de Identificación y Adjudicación de Tierras a las Comunidades Aborígenes y el 30 de agosto de 1991 el Instituto de Comunidades Indígenas (ICI), integrado por un representante indígena titular y otro suplente por cada departamento político en donde existan comunidades indígenas registradas. El 19 de octubre de 1994 fue creado el Registro de Comunidades Indígenas de la provincia del Chubut.[118]
- Formosa: el 6 de noviembre de 1984 la Ley Integral del Aborigen creó el Instituto de Comunidades Aborígenes (ICA) con un directorio de 3 directores titulares y 3 suplentes, uno a propuesta de cada etnia (wichi, pilagá y toba).[119]
- La Pampa: el 21 de junio de 1990 fue creado el Consejo Provincial del Aborigen,[120] integrado por tres representantes de comunidades aborígenes debidamente inscriptas en el Re.Na.C.I. (ranqueles)[121]
- Misiones: el 27 de diciembre de 1989 fue creado el Registro de Comunidades Indígenas y la Dirección Provincial de Asuntos Guaraníes. Por decreto 917/2003 el Poder Ejecutivo provincial reconoció expresamente al pueblo guaraní como nación.[122]
- Río Negro: el 1 de septiembre de 1988 fue creada la Comisión de Estudio del Problema Indígena de la Provincia de Río Negro y el 22 de diciembre de 1988 reconoció la existencia del Consejo Asesor Indígena con sede en Ingeniero Jacobacci. El 6 de abril de 1998 fue creado el Consejo de Desarrollo de Comunidades Indígenas y reconocida la Coordinadora del Parlamento del Pueblo Mapuche, como instancia representativa conformada por todas las organizaciones del pueblo mapuche.[123]
- Salta: el 3 de julio de 1986 fue creado el Instituto Provincial del Aborigen (IPA) como entidad autárquica integrado por un presidente, dos vocales designados por el poder ejecutivo y 6 designados por cada grupo étnico mayoritario en asamblea. El 29 de diciembre de 2000 fue creado el Instituto Provincial de los Pueblos Indígenas de Salta (IPPIS) con domicilio legal en la ciudad de Tartagal e integrado por un presidente y ocho vocales, los que serán elegidos en razón de uno por cada etnia en asamblea comunitaria (pueblos: wichi, toba, tapiete, kolla, guaraní, diaguita, chorote, chulupí, chané).[124][125][126]
- Santa Fe: el 27 de octubre de 1961 fue creada la Dirección Provincial del Aborigen. El 4 de enero de 1994 fue creado el Instituto Provincial de Aborígenes Santafesinos (IPAS) con sede en la ciudad de Santa Fe y se reconoció a las culturas y lenguas toba y mocoví como valores constitutivos del acervo cultural de la provincia.[127] El IPAS cuenta con 5 representantes elegidos en asamblea por las 59 comunidades indígenas de la provincia.[128]